# Kuba
Kuba, plným názvem Kubánská republika, je země nacházející se na ostrově Kuba, na Ostrově mládeže a dalších několika menších souostrovích. Kuba se nachází v severním Karibiku a její břehy omývají Karibské moře, Mexický záliv a Atlantský oceán.  Říční síť na Kubě je poměrně řídká, s menšími toky směřujícími převážně k pobřeží. Země leží jižně od amerického státu Florida a od Baham, západně od britského zámořského území Turks a Caicos a od Haiti a severně od Jamajky a od britského zámořského území Kajmanské ostrovy. Největším městem na ostrově je hlavní město Havana. Dalšími velkými městy jsou Santiago de Cuba, Camagüey, Holguín, Guantánamo a Santa Clara. Rozloha Kubánské republiky činí 110 860 km². Ostrov Kuba je s rozlohou 105 006 km² největším ostrovem v Karibiku a druhým nejlidnatějším po Hispaniole.
Teritorium Kuby bylo obydleno domorodými Taíny od 4. století př. n. l. do období španělské kolonizace v 15. století. Od 15. století bylo toto území kolonií Španělského impéria až do doby španělsko-americké války v roce 1898, kdy byla Kuba okupována Spojenými státy a získala nominální nezávislost jako de facto americký protektorát. Z této doby pochází dohoda o pronájmu základny Guantánamo mezi Kubou a Spojenými státy, kterou však současná kubánská vláda považuje za neplatnou. Rostoucí politická radikalizace a společenský neklid vyvrcholily roce 1952 v diktaturu Fulgencia Batisty. Další nepokoje a nestabilita vedly roku 1956 k sesazení Batistovy diktatury gerilovým hnutím 26. července, které pod vedením Fidela Castra ustanovilo komunistickou vládu. Od roku 1965 je stát veden Komunistickou stranou Kuby. Země byla centrem soupeření mezi Spojenými státy a Sovětským svazem během studené války, jež během kubánské krize v roce 1962 málem vyústilo v jadernou válku. Kuba je jedním z posledních marxisticko-leninských socialistických států, kde je vláda jedné strany ošetřena ústavou. Nezávislí pozorovatelé obviňují kubánskou vládu z porušování lidských práv včetně svévolného věznění představitelů opozice.
Kulturně je Kuba považována za součást Latinské Ameriky. Jde o mnohonárodnostní zemi, jejíž lidé a kultura pocházejí z odlišných zdrojů, včetně původních obyvatel Taínů, dlouhého období španělské kolonizace, přivezení afrických otroků a blízké spolupráce se Sovětským svazem během studené války.
Kuba je zakládající člen OSN, G77, Hnutí nezúčastněných zemí, Africké, Karibské a Pacifické skupiny států, ALBA a Organizace amerických států. Země má v současnosti světově ojedinělou plánovanou ekonomiku a jejímu hospodářství vévodí vývoz cukru, tabáku, kávy a kvalifikované pracovní síly.

## Dějiny

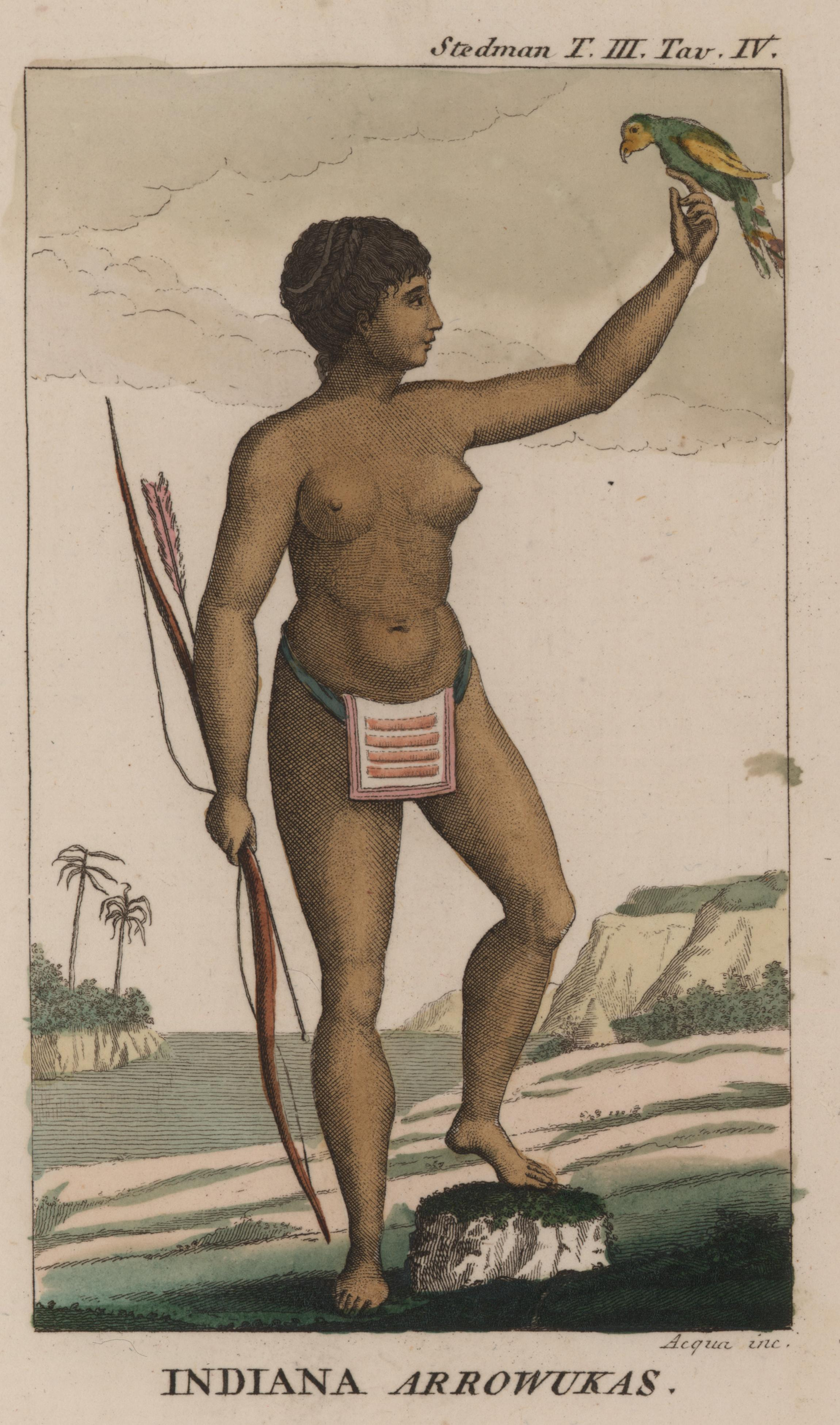
Indiánka z kmene Arauaků

Před rokem 1492 obývaly Kubu indiánské kmeny Sibonejů, Taínů, Karibů a dalších. Ti během španělské kolonizace z velké části vymřeli na infekční nemoci zavlečené z Evropy, jako byly neštovice, nebo se smísili se španělskými dobyvateli a dnes již původní populace na ostrově neexistují.

### Španělská kolonizace
V roce 1492 Kubu objevil Kryštof Kolumbus, který také prozkoumal pobřeží ostrova, jejž pojmenoval Juana. V roce 1511 vznikla na východě ostrova v oblasti Baracoa první španělská kolonie pod vedením Diega Velázqueze. Kuba zůstala španělskou kolonií po následujících 400 let (jako Generální kapitanát Kuba). Roku 1512 byl v oblasti dnešního města Yara Španěly umučen Hathuey, náčelník Taínů, který proti dobyvatelům vedl guerrilovou válku. Později byl prohlášen za národního hrdinu Kuby.
Otroctví, ve kterém černošští obyvatelé ostrova žili, bylo zrušeno roku 1886. Nezávislost na Španělsku byla vyhlášena 10. října 1868; vedla však ke třem válkám za nezávislost (desetiletá válka (1868–1878), malá válka (1879–1880) a Kubánská válka za nezávislost (1895–1898)) a plné nezávislosti se země dočkala až později.
V roce 1898 proběhla španělsko-americká válka, ve které Španělsko ztratilo vládu nad Kubou, Portorikem a Španělskou východní Indií. Nakrátko pak byla pod vojenskou správou USA. Nezávislá Kuba byla vyhlášena 20. května 1902. USA si jako podmínku stažení svých vojsk udržely v pronájmu vojenskou základnu Guantánamo a zátoku Bahía Honda na druhé straně ostrova. Té se však později vzdaly na oplátku za rozšíření základny v Guantánamu. V letech 1906–1909, 1912 a 1917–1922 následovaly další tři americké vojenské intervence.

### Kubánská republika

#### Fulgencio Batista, ze seržanta diktátorem

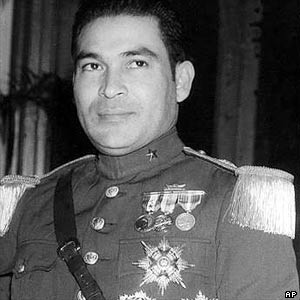
Fulgencio Batista (1952)

V roce 1933 (viz kubánská revoluce 1933) se k moci dostal seržant Fulgencio Batista y Zaldívar, který v zemi zavedl nejdříve relativně otevřenou vládu. Kubu v různých podobách kontroloval v letech 1933–1944 a poté opět v období 1952–1959.
V období své první vlády Batista prosadil řadu sociálně laděných zákonů a byl znám dobrou spoluprací s odbory. Za druhé světové války vyhlásil válku Japonsku, Německu a Itálii, válečných operací se však Kuba přímo neúčastnila. V roce 1943 uspořádal v zemi svobodné volby, ve kterých zvítězil nastávající prezident Ramón Grau. Batista žil následujících osm let v USA, domácí politiky se však účastnil na dálku, a dokonce byl zvolen senátorem „v nepřítomnosti“.

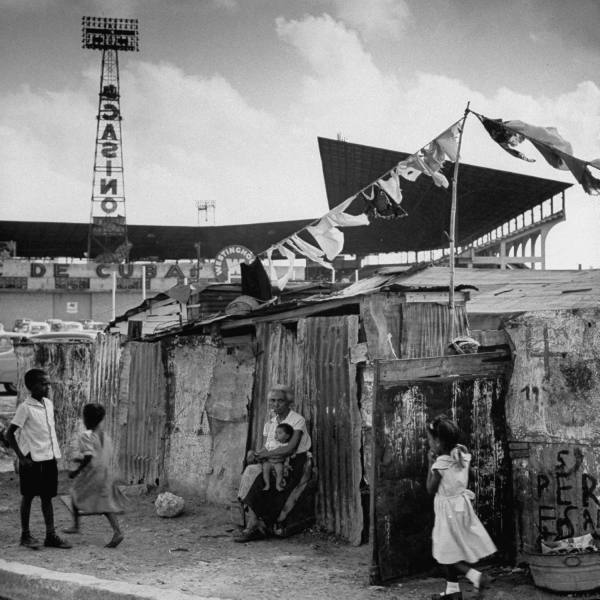
Chudinský slum v Havaně hned vedle reklamy na kasino a baseballového stadionu, 1954

Po návratu na Kubu v roce 1952 se Batista rozhodl kandidovat na prezidenta. Před volbami však bylo jasné, že skončí až na 3. místě. Rozhodl se proto jednat. Dne 10. března 1952 se zmocnil vlády v zemi vojenským pučem. Jeho následující vláda se již projevovala korupcí, policejní brutalitou, překaženými volbami v roce 1954 a zhoršující se ekonomickou situací. Havana se stala známým centrem gamblerů, prostituce a americké mafie.

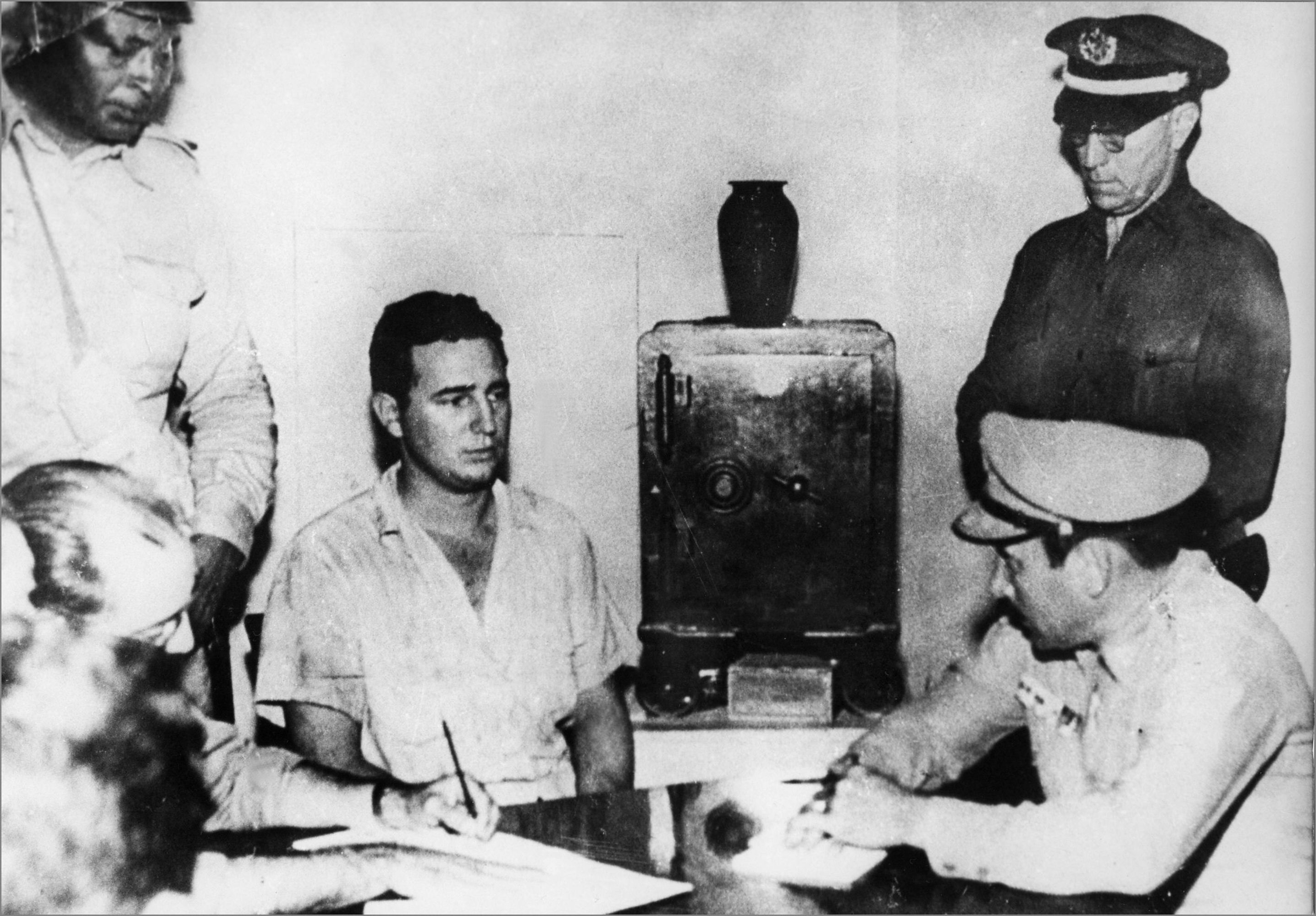
Fidel Castro byl zatčen po útoku na kasárna Moncada

V této atmosféře vznikala v zemi nejrůznější hnutí směřující ke svržení režimu a požadující svobodné volby. Jedním z nich byla i skupina kolem jistého Fidela Castra, syna statkáře z východu Kuby a člena Ortodoxní strany. Tato skupina uskutečnila dne 26. července 1953 známý útok na kasárna Moncada. Castro byl po útoku zatčen, odsouzen a spolu s bratrem Raúlem a dalšími členy hnutí uvězněn na Ostrově borovic (Isla de los Pinos, nyní Ostrov mládeže neboli Isla de la Juventud). Přestože byl tedy útok neúspěšný, Fidela Castra, který se v té době marně snažil prosadit i jinde, zmedializoval. Později po něm Castro pojmenoval své Hnutí 26. července, což byl základ budoucí nové Komunistické strany Kuby. Po hlasování v kubánském parlamentu o amnestii byli bratři Castrovi v roce 1956 propuštěni na svobodu. Poté se Castro obával o svůj život, odcestoval proto do Mexika, kde sestavil a vycvičil jednotku, která se jednoho dne měla vylodit na Kubě.
Přestože ke konci své vlády byl již Batista široce nenáviděný diktátor, Kuba byla v období jeho vlády jednou z nejbohatších zemí Latinské Ameriky. Míra gramotnosti obyvatelstva dosahovala těsně před jeho pádem necelých 80 %, a byla tedy vyšší než ve Španělsku té doby.[zdroj?]

### Kubánská revoluce a období socialismu

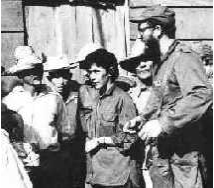
Fidel Castro s vesničany během revoluce

Dne 2. prosince 1956 připlul do země Fidel Castro na známé jachtě Granma (Babička), s cílem vyvolat revoluci proti režimu Fulgencia Batisty. Po vylodění na východě ostrova (Oriente) v zemi postupně vypukla tzv. Kubánská revoluce, která skončila o dva roky později, v lednu 1959, vítězstvím revolucionářů.
Fidel Castro vstoupil do Havany triumfálně 8. ledna 1959 s příslibem brzkých svobodných voleb. Ty se však již nikdy nekonaly. Castrovi nejbližší spolupracovníci Ernesto Guevara a jeho bratr Raúl Castro byli již tehdy přesvědčenými marxisty, přičemž Raúl byl členem levého křídla místní strany PSP, původní komunistické strany Kuby. Již v roce 1959 tak začaly první protesty proti vlivu komunismu na ostrově. Samotný Batista uprchl dne 31. 12. 1958 ze země.
Po revoluci nastal rychlý exodus obyvatel z Kuby, který pokračoval ještě v 60. letech, doprovázený zatýkáními a masovými popravami. Proti prokomunistickému vývoji revoluce zahájily tisícovky Kubánců proticastrovské povstání v Sierra Escambray, na které Castro reagoval masovým vystěhováváním obyvatel do oblasti Pinar del Río, aby jim znemožnil podporovat povstalce. Po revoluci bylo více než 100 000 obyvatel zatčeno a zavřeno do vězení z Batistovy doby. Ta však kapacitně nedostačovala, proto jako věznice musely tehdy sloužit i některé stadiony.

#### Koncentrace moci v rukou Fidela Castra

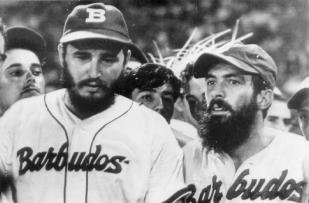
Camilo Cienfuegos s Fidelem Castrem v baseballovém dresu Barbudos

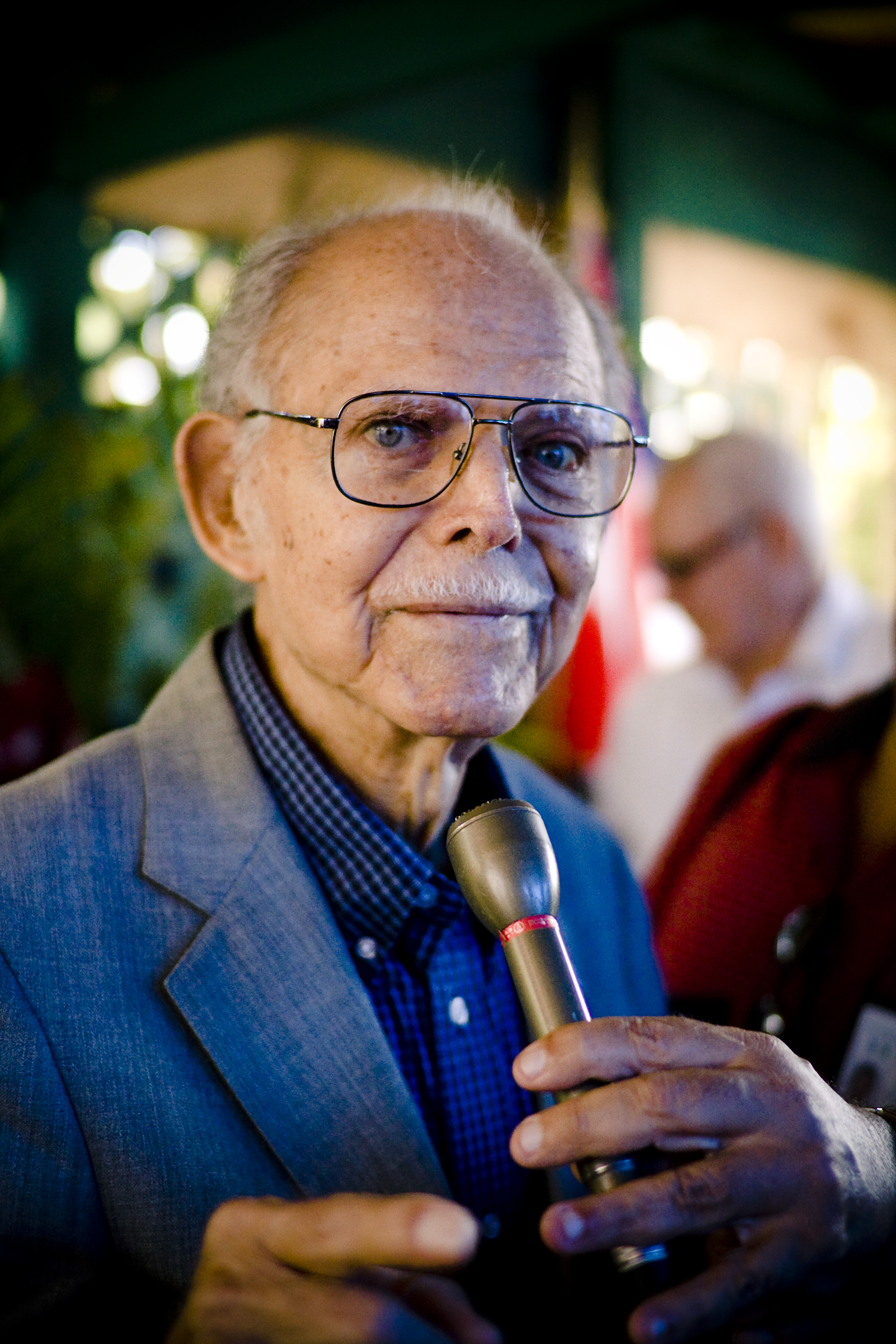
Jeden z hlavních vůdců revoluce, comandante Huber Matos, žije po 20 letech věznění v exilu v Miami

V čele revolučních jednotek stáli tzv. vousáči – „barbudos“, kteří se zapřisáhli, že se neoholí až do vítězství revoluce. Tyto osobnosti se poté staly vedoucími představiteli porevoluční Kuby. Mezi hlavní vojenské vůdce jednotek (comandante) tedy patřil mj. Frank País, Fidel Castro, Huber Matos, Rolando Cubela, Camilo Cienfuegos a Ernesto Guevara zvaný Che. Jejich osudy byly rozmanité, avšak až na bratry Castrovi téměř vždy tragické.
Frank País byl zavražděn na počátku revoluce v roce 1957 Batistovou policií. Huber Matos podal demisi již v říjnu 1959, tedy krátce po vítězství. Demisi zdůvodnil nejdříve osobně Fidelu Castrovi nesouhlasem s komunistickým směřováním země, byl však odmítnut. Poté ji zopakoval i ve zdvořilém dopise. Byl proto zatčen a odsouzen k dvaceti letům vězení, které si až do roku 1979 odsloužil. Po jejich vypršení emigroval do USA. Zatčením „zrádce“ byl pověřen oblíbený Camilo Cienfuegos, který sám projevil jisté překvapení nad tímto postupem bratrů Castrových. Jen několik týdnů poté jeho letadlo zmizelo z radarů při jednom z přeletů Kuby a jeho tělo nebylo nikdy objeveno. Che Guevarův odjezd z Kuby a problematický vztah ke stále dominantnějšímu Fidelu Castrovi je dosud středem dohadů. Guevara byl popraven v Bolívii při dalším z jeho pokusů o světovou revoluci. Rolando Cubela byl zatčen v roce 1966 po obvinění z plánu zavraždit Fidela Castra a odsouzen k trestu smrti. Ten se však neuskutečnil. Cubela žil v exilu v Madridu a později se přestěhoval do Miami, kde se ale nepodílel na politických aktivitách, zemřel v roce 2022.

#### Likvidace všech politických stran
Původní Komunistická strana Kuby nebyla na počátku revoluce hlavní složkou revolučního hnutí. V té době již nesla nové jméno – Lidová socialistická strana (PSP) – a angažovala se spíše směrem k demokratickým změnám. Někteří její členové se však v hnutí a následných bojích angažovali (především Raúl Castro a Blas Roca, otec pozdějšího disidenta Vladimira Rocy, a další). Současná KSK proto není její přímou následovnicí, ale vyvinula se především z Castrova Hnutí 26. července, které pohltilo další revoluční organizace do tzv. ORI – Sloučené revoluční organizace. Do ORI vstoupila i původní historická komunistická strana PSP. Sjednocená strana ORI se poté transformovala v PURSC (Sjednocená strana kubánské socialistické revoluce) a následně se v roce 1965 přejmenovala na novou Komunistickou stranu Kuby (KSK). Ta měla od počátku šestičlenný sekretariát (F. Castro, R. Castro, O. Dorticos, C. R. Rodríguez, Blas Roca a Faure Chomón).
Všechny ostatní politické strany byly na Kubě zakázány a v roce 1961 mohl Fidel Castro světu veřejně potvrdit to, co dosud neprohlašoval, tj. že revoluce na Kubě byla revolucí socialistickou. Fidel toto pronesl při uctění památky těch, kteří zemřeli na následky bombardování při útoku v Zátoce sviní.
Prezidentem země byl po rezignaci Manuela Urrutii krátce po revoluci zvolen Osvaldo Dorticós Torrado, který tuto funkci vykonával do konce roku 1976. Fidel Castro vedl první porevoluční vládu.

#### 1961: Invaze v Zátoce sviní

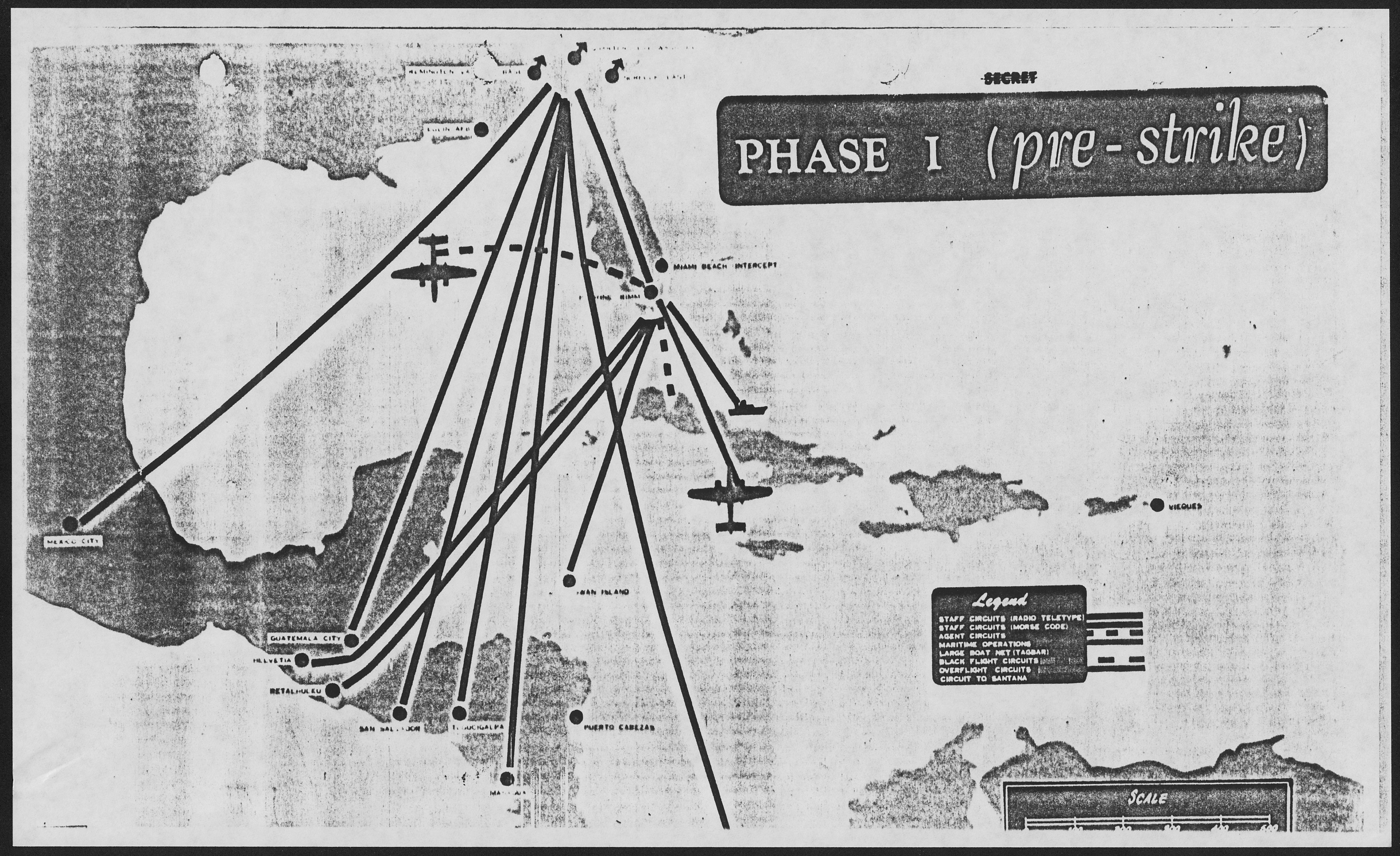
V roce 1961 byla pod vedením CIA podniknuta neúspěšná invaze na Kubu v zátoce Sviní

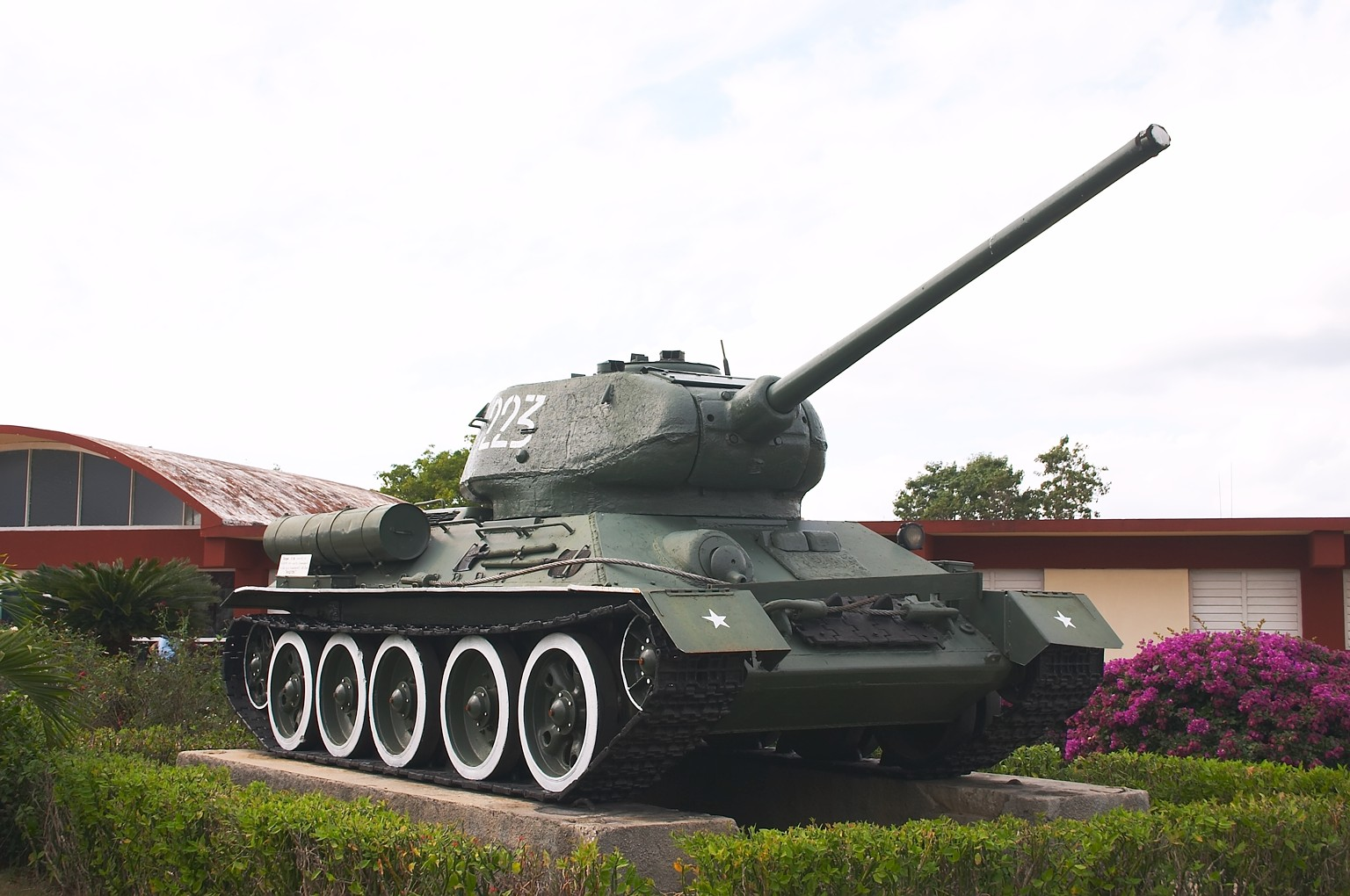
Tank T-34 z bojů v Playa Girón

Fidel Castro neměl v té době v úmyslu rozkol se Spojenými státy, jeho cílem pouze bylo, vymanit se z jednostranné ekonomické závislosti na výrobě cukru, z ekonomické závislosti na USA (které v té době např. kontrolovaly 40 % produkce cukru a těžbu veškerého nerostného bohatství Kuby). Výsledek jeho politiky byl však pravým opakem – totální závislost na výrobě cukru, dolech a RVHP.
Narůstající podpora Kuby ze strany socialistických zemí, především Sovětského svazu a Československa, byla v USA vnímána velmi negativně. Podepsaná hospodářská dohoda se SSSR znamenala příliv subvencovaného zboží na Kubu, a to včetně ropy, kterou však americké rafinérie odmítly na Kubě zpracovávat. Vyhrocenou situaci řešil Castro jejich znárodněním, které se později rozšířilo i na banky, podniky a jiné sektory. V reakci na znárodnění majetku amerických firem na Kubě v srpnu 1960 vyhlásily USA v říjnu téhož roku embargo na vývoz amerických výrobků na Kubu, které dále posílily v únoru 1962.
Další ránu vztahům mezi Kubou a USA zasadilo ozbrojené vylodění exilových Kubánců, původně podporované CIA, v Zátoce sviní v dubnu 1961. CIA je během vlády prezidenta Eisenhowera také valnou měrou vyzbrojila. Přípravy na invazi však byly narušeny volbami v USA – nový prezident Kennedy původně přislíbenou rozsáhlejší pomoc odmítl.
Započatá invaze na Kubu proto proběhla v situaci, kdy poblíž ostrova čekala letadlová loď a výsadkové jednotky, kterým ale Kennedy neudělil povolení k akci. Invaze se tak konala provizorně bez přislíbené letecké podpory. Kubánská vojska naopak již tehdy při střetu na ostrově masivně využívala sovětské a československé zbraně a invazi během tří dnů překonala. Pokus o svržení režimu na Kubě tedy skončil neúspěšně. Československé zbraně z té doby nalezneme i v muzeu na pláži Girón.

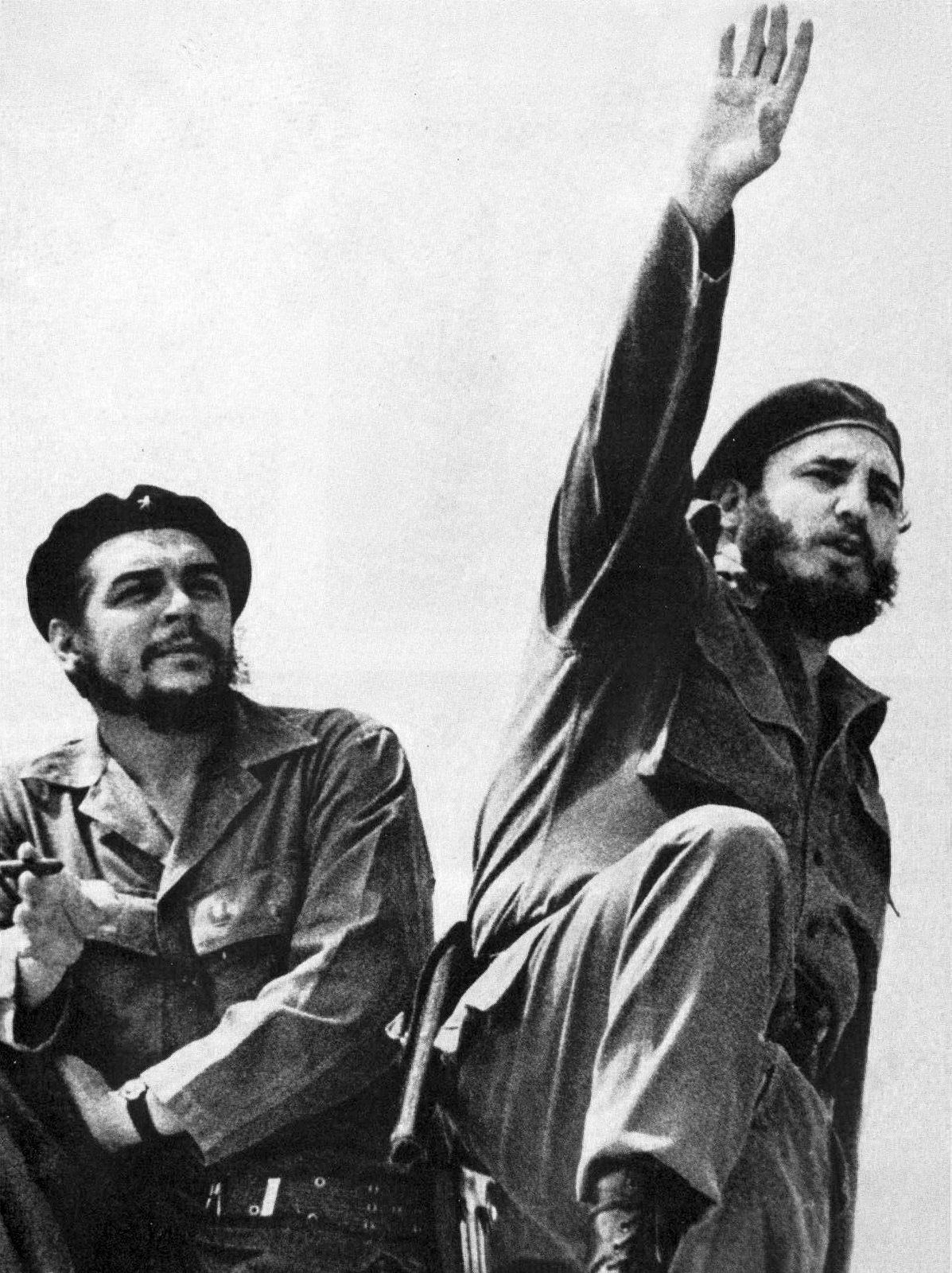
Che Guevara a Fidel Castro v roce 1961

#### 1962: Kubánská krize
Poté co USA rozmístily rakety středního doletu Jupiter vyzbrojené jadernými hlavicemi v Turecku a Itálii a Fidel Castro požádal SSSR o ochranu před americkou agresí, rozhodlo sovětské vedení v čele s Nikitou Chruščovem o tajném rozmístění jaderných raket na Kubě. Na leteckých snímcích pořízených americkou CIA dne 16. října 1962 bylo zjištěno, že Kubánci staví odpalovací rampy pro rakety. Dne 18. října se americký prezident John Fitzgerald Kennedy dozvěděl, že k ostrovu již míří sovětský konvoj právě s takovýmito raketami. Po zvážení možných reakcí — mj. invaze na Kubu, nebo bombardování odpalovacích ramp — se USA rozhodly vyhlásit 22. října námořní blokádu Kuby. Hned následující den změnily sovětské konvoje směr a 26. října 1962 Nikita S. Chruščov oficiálně oznámil, že SSSR stáhne své rakety, a to pod kontrolou OSN, pokud se USA zavážou neprovést invazi na Kubu a stáhnout rakety středního doletu z Turecka. Touto dohodou byla dne 28. října 1962 hrozící jaderná krize ukončena a USA se zavázaly, že nepodniknou ani nepodpoří žádné vojenské akce vedoucí ke svržení diktátorského režimu rodiny Castrů.

#### Cizí války: Bolívie, Kongo, Angola, Venezuela a Etiopie
Koncem 60. let se Kuba pokusila naplnit Che Guevarovo heslo „Jeden, dva i více Vietnamů“ a vyvolat či podpořit revoluce v rozvojovém světě. V letech 1967–1969 byly expediční síly vyslány do válkou rozvráceného Konga, kde se poprvé na scéně objevil i později popravený generál Ochoa. Ten se později angažoval i při tajných a prohraných misích do Venezuely.
Po popravě Che Guevary v Bolívii v roce 1967 se v polovině 70. let pokusily Spojené státy zlepšit vztahy s Kubou. Jednání, vzniklá z podnětu amerického ministra zahraničí Henryho Kissingera, však ztroskotala v roce 1976 v důsledku výrazné vojenské angažovanosti Castrovy vlády během angolské občanské války. Účast několika tisíc kubánských vojáků v tomto konfliktu na přelomu let 1975–1976 totiž Američané nemohli přijmout.
V roce 1977 byly kubánské expediční síly generála Ochoy vyslány do Etiopie pod velením sovětského generála Petrova s cílem bojovat proti somálským rebelům.

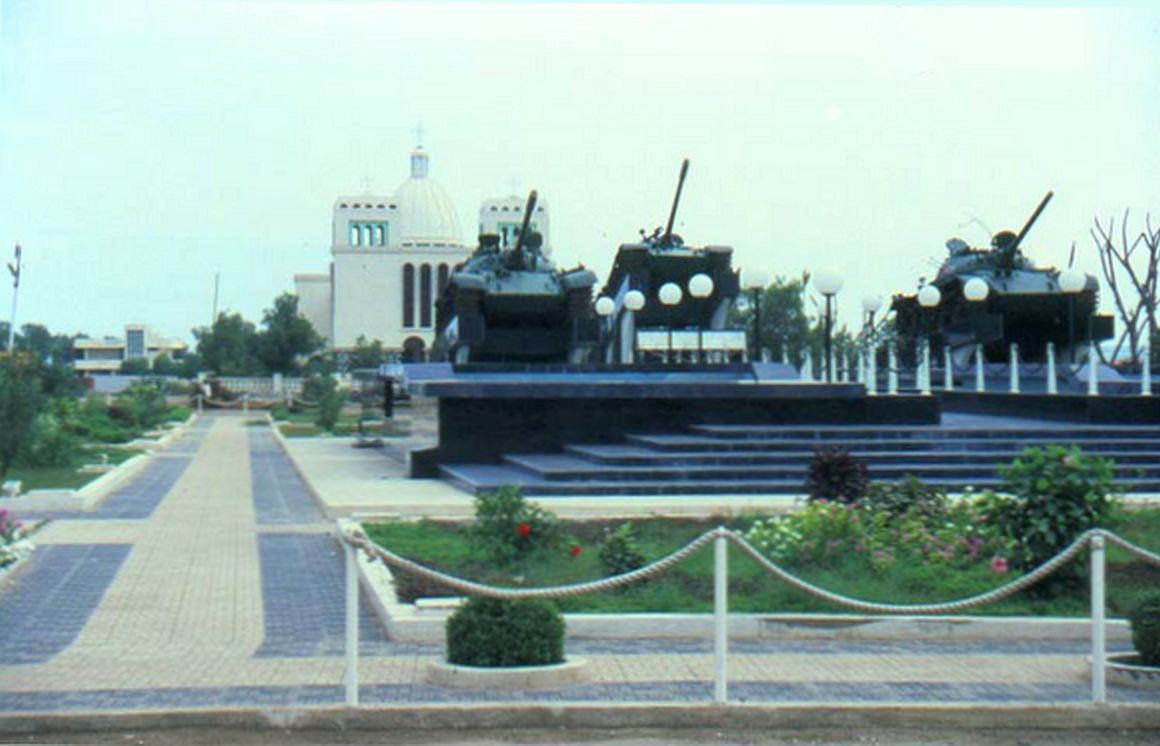
Kuba v 80. letech pomáhala etiopským komunistům v boji proti separatistům z Eritreje, která roku 1993 získala nezávislost

#### 1980: Exodus z přístavu Mariel
Celkově špatná situace na Kubě se ještě prudce zhoršila ekonomickou krizí na konci 70. let. Ta vyvolala zájem obyvatel země o „hlasování nohama“, kdy jich začala velká skupina v dubnu 1980 masově žádat o politický azyl na peruánském velvyslanectví v Havaně. Situace postupně gradovala, až počet žádostí dosahoval přibližně deset tisíc. Tito Kubánci obývali veškeré volné prostory ambasády.
Za této situace, nikoliv nepodobné exodu Němců v roce 1989 z Prahy, byl Fidel Castro nucen umožnit volný odjezd všem, kteří o něj budou mít zájem. Exodus skončil v říjnu 1980 poté, co ze země prostřednictvím přístavu Mariel uprchlo více než 125 000 obyvatel.

#### 1989: Proces s generálem Ochoou
V rámci vnitřní politiky Castrova režimu byl důležitou událostí soudní proces s generálem Arnaldem Ochoou a s dalšími vysokými funkcionáři v roce 1989 – ti byli obviněni z pašování drog a z korupce. V červenci 1989 byl Ochoa spolu se třemi dalšími obviněnými na základě rozhodnutí soudu zastřelen. Generál Ochoa byl přitom oblíbeným členem ústředního výboru komunistické strany a požíval rostoucího vlivu. Podle světových historiků se nedá zcela vyloučit, že do obchodu s drogami byl z politických důvodů a s cílem zajišťování financí pro státní i vlastní rozpočet zapleten i sám kubánský prezident. Poprava takto vysokého důstojníka, jakým byl generál Ochoa, měla možná i zlikvidovat ambice populárního vojenského vůdce a zastrašit opozici ve velení kubánské armády.

### Kuba po pádu železné opony

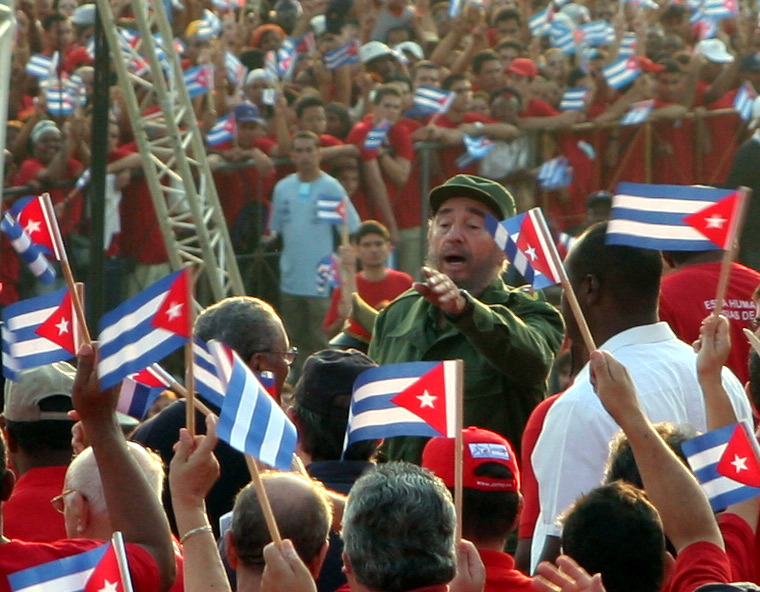
Fidel Castro při oslavě Svátku práce 1. května 2005

Po rozpadu SSSR na začátku 90. let a ukončení sponzorování Kuby v rámci RVHP se země propadla do hluboké ekonomické krize. Ta vyvolala nutnost striktních hospodářských omezení zvaných „zvláštní období“ (Período especial). Kubánská ekonomika se byla nucena po prudkém propadu přeorientovat na spolupráci (a podporu) ze strany Chávezovy Venezuely a komunistické Číny.
V roce 2004 se začaly objevovat vážné spekulace o zdraví Fidela Castra, které byly posléze potvrzeny pozváním španělského lékařského týmu na ostrov. Lékaři byli nuceni konstatovat chybnou léčbu po odoperování části tlustého střeva kubánskými lékaři a vměšování pacienta do lékařského rozhodování, Castra však po značném úsilí zachránili.

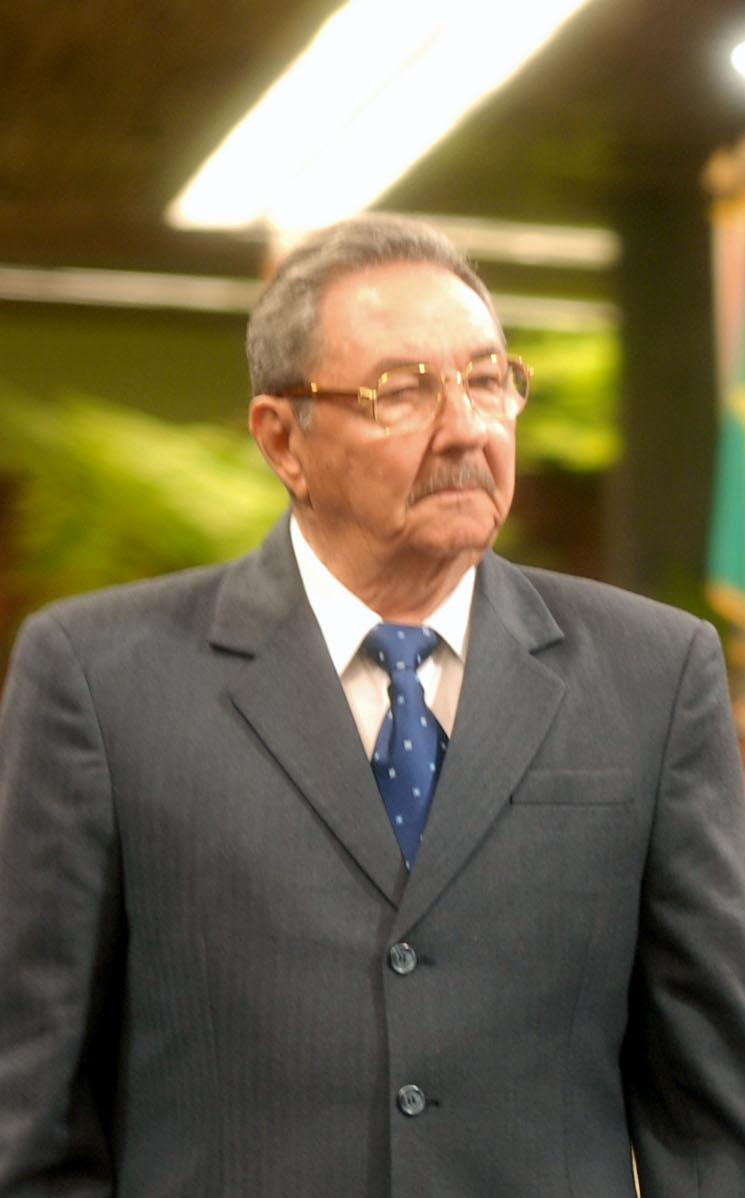
Raúl Castro v 71 letech zdědil všechny státní i stranické funkce po bratrovi

V roce 2006 byl oslabený a nemocný Fidel Castro nucen abdikovat a prezidentské pravomoci převzal muž číslo dvě a Fidelův bratr Raúl Castro. Fidel Castro si však ponechal funkci prvního tajemníka ÚV KSK.
V roce 2010 publikovala kubánská vláda velký návrh ekonomických „úprav“, který obsahoval i propouštění 500 000 státních zaměstnanců do března 2011 s cílem umožnit jejich přechod do soukromé sféry. Plán reforem byl formálně schválen v dubnu 2011 pětiletým sjezdem Komunistické strany Kuby, který se sešel poprvé po jedenácti letech, přičemž se počítalo i s propouštěním dalšího půl milionu zaměstnanců. Na tomto sjezdu se Fidel Castro vzdal svých funkcí ve straně a na místo prvního tajemníka strany byl zvolen jeho bratr Raúl, který tak opět držel všechny hlavní funkce – prezidenta, premiéra i předsedy komunistické strany. Od roku 2018 ho v nich postupně nahradil Miguel Díaz-Canel.
V červenci 2021 vypukly v zemi statisícové protesty zapříčiněné nedostatkem základních potravin, léků a neúspěšným bojem místního zdravotnictví proti pandemii covidu-19. Kubánská vláda z jejich rozpoutání viní Spojené státy a jejich obchodní embargo.

### Struktura moci v zemi
Moc v zemi je podle kubánské ústavy koncentrována v rukou Komunistické strany Kuby a prvního tajemníka strany. Další politické strany jsou v zemi zakázány. V zemi existuje několik paralelních mocenských struktur:
- Politbyro ÚV KSK – vedené jeho prvním tajemníkem. KSK má dle ústavy vedoucí roli ve státě.
- Státní rada – vedená jejím předsedou, prezidentem.
- Rada ministrů (vláda) – vedená premiérem.

Mezi významné organizace v zemi patří kromě komunistické strany i uliční výbory, tzv. Výbory na obranu revoluce (CDR), které původně fungovaly jako složka ministerstva vnitra a jejichž cílem bylo udávání všeho protirevolučního.

#### Opozice

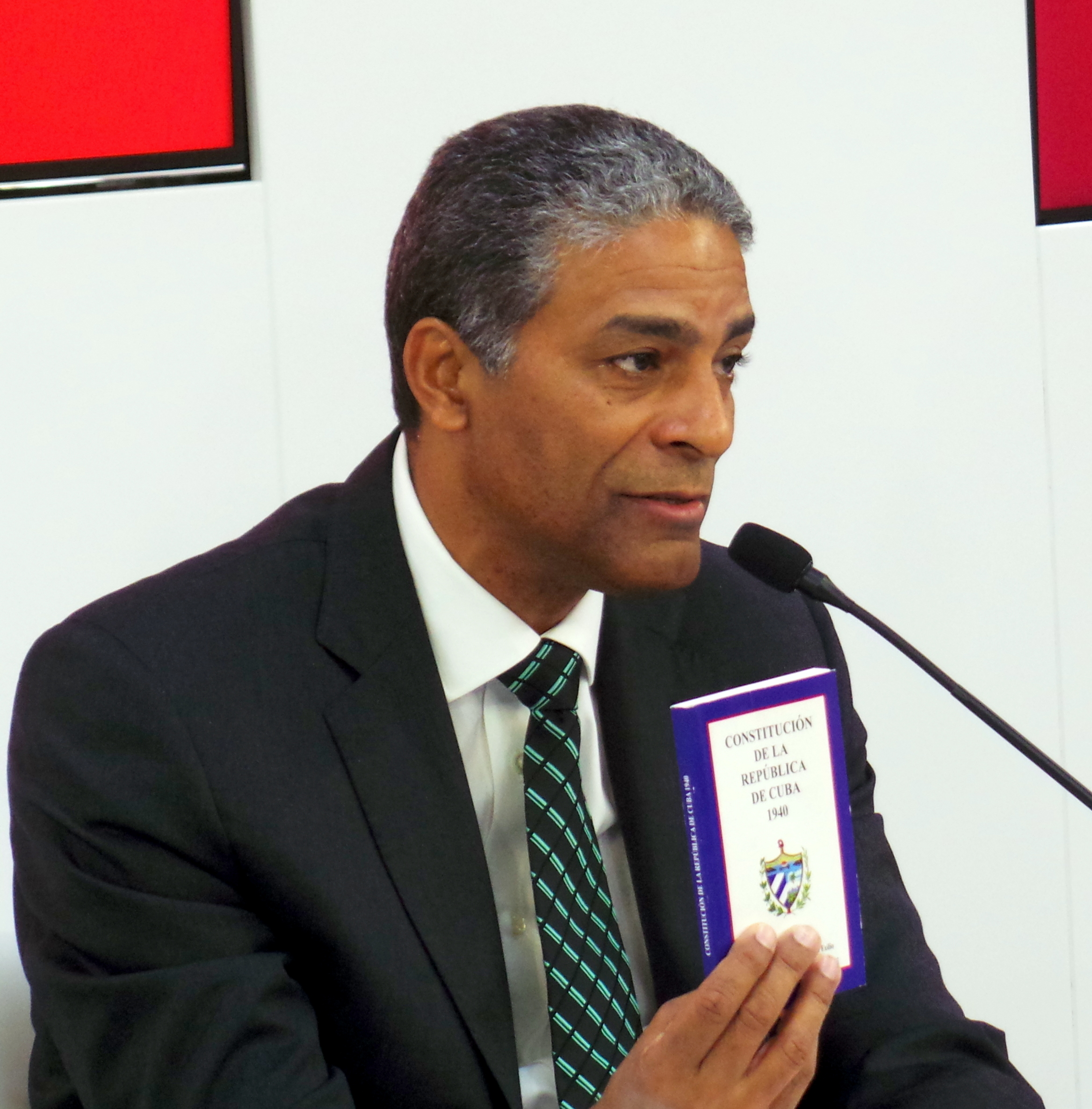
Oscar Elias Biscet

Veškerá politická opozice v zemi je zakázána a perzekvována, osobnosti s odlišným názorem, než je oficiální, se setkávají s pronásledováním, vězněním i častým fyzickým napadáním organizovaným složkami státní moci. Činnost opozice je tedy zcela ilegální. Její představitelé jsou vězněni v přeplněných věznicích, z nichž mezi nejznámější patří havanská Villa Marista. V poslední době však režim změnil taktiku a namísto dlouholetého věznění probíhají každý měsíc stovky až tisíce krátkodobých zadržení s cílem zastrašit a odradit opoziční hlasy.
Od roku 1997 se na podpoře kubánské demokratické opozice podílí humanitární organizace Člověk v tísni. Spolupracovníci společnosti distribuují přímo na Kubě léky, techniku a finanční prostředky nemocným, rodinám uvězněných a odpůrcům totalitního režimu a organizují kampaně podporující kubánskou demokratickou opozici.
K významným osobám demokratické opozice náleží sociálnědemokratický politik Elizardo Sánchez. Mezi nejvýznamnější vězně svědomí patří například Óscar Elías Biscet, propuštěný v březnu 2011, a řadil se k nim i Orlando Zapata, který v důsledku hladovky zemřel v roce 2010. Dalším disidentem, který proti jednání komunistického režimu protestuje sérií hladovek, je Guillermo Fariñas.
V létě 2012 zahynul za ne zcela objasněných okolností křesťanskodemokratický politik Oswaldo Payá Sardiñas, autor Projektu Varela, obdoby Charty 77. V září téhož roku byl zatčen a sedm měsíců bez obvinění vězněn nezávislý novinář Calixto Martínez.
Mezi typické způsoby násilí proti nenásilné opozici patří tzv. akty zastrašení (Actos de repudio), kdy se organizovaný dav spolupracovníků kubánské StB shlukne před bydlištěm disidenta, útočí a poškozuje jeho dům a případně disidenta i fyzicky napadá.

### Oteplování vztahů
V roce 2002 a 2010 navštívil Kubu bývalý prezident USA Jimmy Carter, sešel se s Fidelem Castrem a jeho bratrem Raúlem Castrem. Vyzval USA aby zrušily embargo a Fidela Castra, aby uspořádal svobodné volby. Sešel se i s disidenty. Šlo o první návštěvu bývalého či úřadujícího prezidenta USA po revoluci v roce 1959.
V druhém desetiletí 21. století došlo ke zlepšování vztahů s mnoha zeměmi, zejména se Spojenými státy. Souvisí s tím i krátké setkání a podání ruky Raúla Castra a Baracka Obamy na celoamerickém summitu v Panamě.
Dne 19. dubna 2015 se vůbec poprvé v historii Kuby dostali na kandidátku obecních voleb opoziční disidenti, Hildebrando Chaviano a Yuniel López. Jednalo se o zastupitelské volby v hlavním městě Havaně.

## Státní symboly

### Vlajka
Kubánská vlajka je tvořena listem o poměru stran 1:2 s pěti vodorovnými pruhy (střídavě tři modré a dva bílé), při žerdi červeným rovnostranným trojúhelníkem a v něm bílou pěticípou hvězdou.

### Hymna
Kubánská hymna je El Himno de Bayamo (česky bayamská hymna). Bayamo je kubánské město v provincii Granma, ve kterém hymna poprvé zazněla. Napsal ji v roce 1868 Perucho Figueredo.

## Geografie

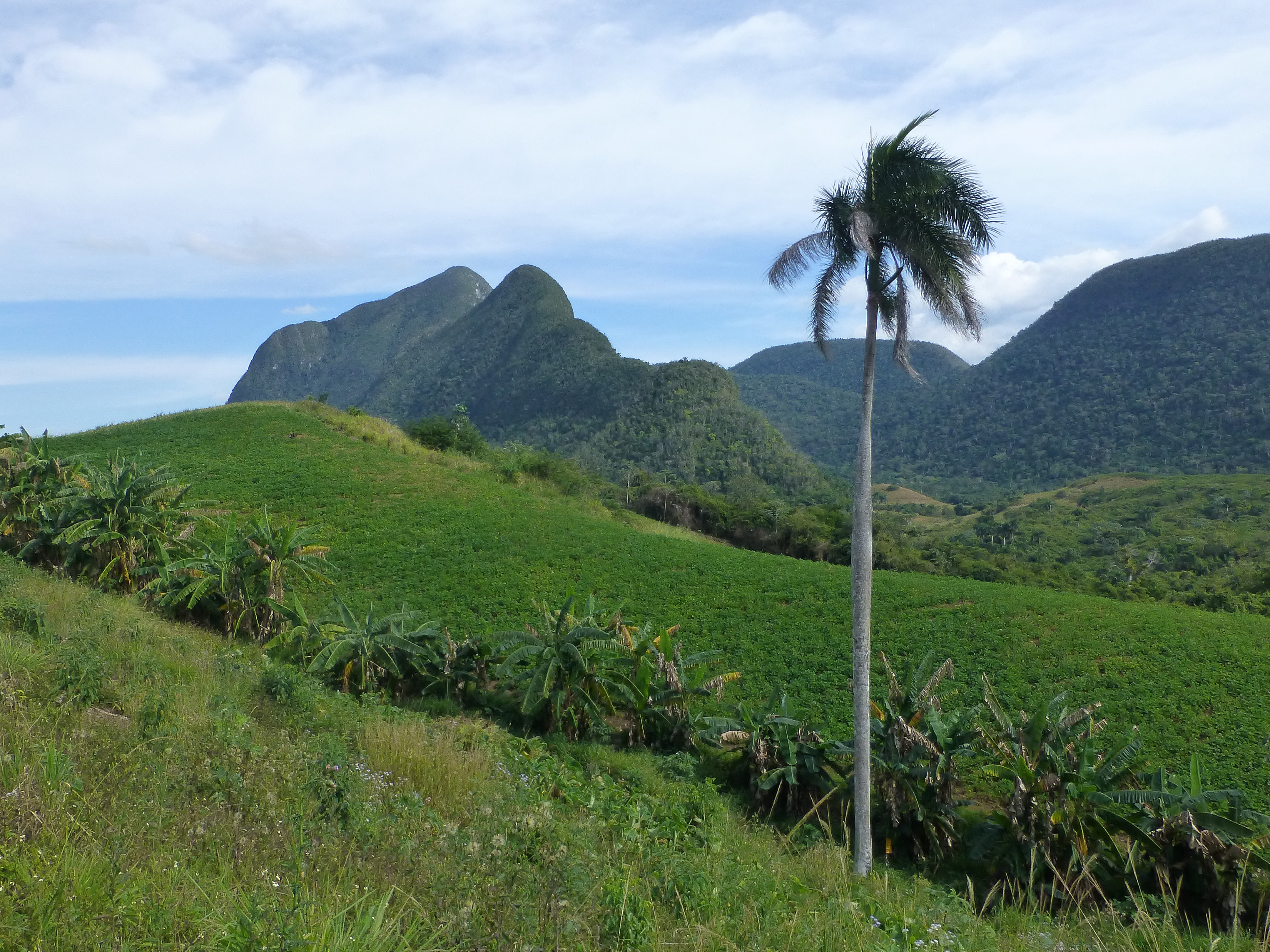
Pohoří Sierra del Rosario

Kuba je největší ostrov souostroví Velké Antily. Hlavní ostrov se táhne v délce 1 200 km a místy je široký až 190 km. Většinu jeho povrchu zaujímají nížiny. Pouze na západě, ve středu a na východě ostrova se nachází vrchovina. V této lokalitě se vyskytují oblasti, kde se vytvořily zajímavé krasové útvary. Na jihovýchodě ostrova se podél pobřeží táhne pohoří Sierra Maestra. V něm se nachází i nejvyšší hora ostrova Pico Turquino, která je vysoká 1 974 m n. m. Bažinaté oblasti se nacházejí pouze na poloostrově Zapata. U pobřeží se často vyskytují korálové útesy a atoly. Stát Kuba je vedle hlavního ostrova tvořen přibližně čtyřmi tisíci malými ostrovy a ostrůvky. Druhý největší kubánský ostrov Isla de la Juventud (Ostrov mládeže, před revolucí zvaný Ostrov borovic) se nachází na jih od západní části hlavního ostrova Kuba. Kubánské ostrovy jsou rozděleny do dvou kategorií. Ty, které mají přírodní zdroj pitné vody se nazývají Isla a druhé, bez zdroje pitné vody, Caya. Mezi nejvýznamnější souostroví okolo hlavního ostrova patří Jardines de la Reina a Jardines del Rey.

### Podnebí

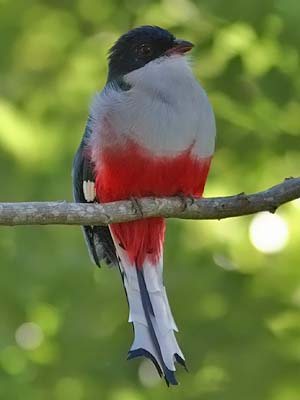
Tocororo je národním ptákem Kuby a to díky barvám, které jsou barvami kubánské vlajky.

Ostrov leží v tropech. Celoročně jej ovlivňují větry zvané pasáty. Průměrná celoroční teplota se pohybuje okolo 25 °C.[zdroj?] Teplota mořské vody u pobřeží zpravidla neklesá pod 24 °C.[zdroj?] Nejvydatněji prší v říjnu, listopadu a květnu. V nížinách ročně spadne 600–1200 mm srážek, v horách bývají tyto hodnoty až dvojnásobné.[zdroj?] Koncem léta a na podzim se v oblasti vyskytují hurikány.

### Flóra a fauna

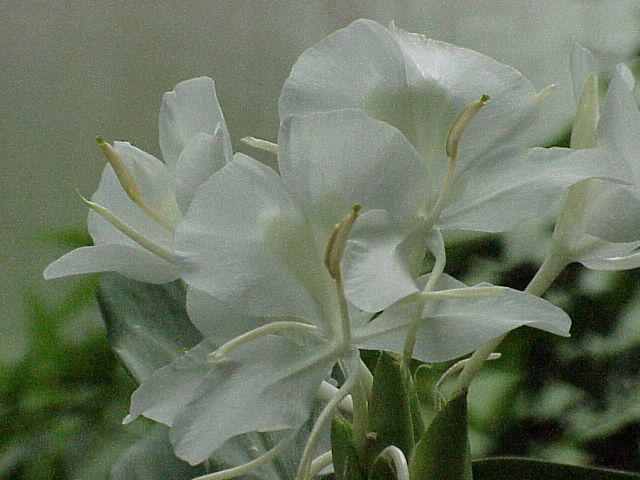
Bílý květ „motýlek“ najdete v řadě zahrad. Není divu, jedná se o národní květ Kuby

Pro své přírodní krásy je Kuba, stejně jako další ostrovy oblasti, nazývána perlou Karibiku. Díky izolaci od pevniny na ostrově žije či roste značné množství endemických živočichů, ptáků a rostlin. V roce 2011 existovalo 14 kubánských národních parků, které pokrývaly téměř 5 % rozlohy státu.
Malé části území ostrova jsou pokryty savanami. Nepříliš husté lesy tvoří stromy z čeledi bobovitých, kubánské borovice a palmy – především palma královská. Na východě se rozprostírají tropické lesy, na pobřeží mangrovové porosty. V zemi rostou i vzácné karibské cykasy, jejichž nejlepší sbírku v ČR lze nalézt v Botanické zahradě Liberec.
Značná část ostrova je obdělávána a řízeně zemědělsky využívána, byť ne zcela úspěšně. Velká část orné půdy je zarostlá plevelem, tzv. marabu (Dichrostachys cinerea neboli Marabou Thorn).
Národním stromem Kuby je obří palma královská (Palmera real, Roystonea regia), národním květem bělokvětý a velmi silně vonící motýlovec věncový (Hedychium coronarium) neboli mariposa, rostlina z čeledi zázvorovitých. Národním ptákem s barvami kubánské vlajky je barevný trogon tocororo (Priotelus temnurus). Jinými typickými ptáky jsou todiové, amazoňan kubánský či plameňák kubánský, žijí zde i zajímaví endemitští holubi či kolibřící.
Z původních savců jsou pro Kubu typičtí endemitští hlodavci hutie a kriticky ohrožený hmyzožravec štětinatec kubánský. Bohatá je fauna plazů, z ještěrů převládají leguáni – od velkého pozemního leguána kubánského (Cyclura nubila) přes menší pozemní druhy leguánů rodu Leiocephalus až po stromové anolisy a chameleolisy. Z hadů je největším druhem hroznýšovec kubánský (Epicrates angulifer). Mezi obojživelníky najdeme řadu zajímavých ropuch, rosniček i bezblanek. V teráriích je často chována velká a hezky zbarvená ropucha kubánská (Peltophryne peltacephalus).
Životní prostředí na Kubě je silně narušeno aktivitami státu – jak klasickým průmyslem, tak i stavebními aktivitami na pobřeží. Nezávislá kontrola životního prostředí pomocí aktivistů je státem blokována, jakákoliv publicita zakazována a kritici znečišťování jsou vězněni. Recyklace surovin je na nízké úrovni. Neexistuje bezolovnatý benzin, při technických kontrolách automobilů se neměří exhalace.

## Správní členění
Kuba se dělí na 15 provincií (provincias) a Ostrov mládeže. Ten tvoří tzv. zvláštní okrsek, Municipio Especial – Isla de la Juventud. Těchto 16 celků je dále tvořeno 169 obcemi (municipios).
1. Pinar del Río
2. Artemisa
3. La Habana
4. Mayabeque
5. Matanzas
6. Cienfuegos
7. Villa Clara
8. Sancti Spíritus
9. Ciego de Ávila
10. Camagüey
11. Las Tunas
12. Granma
13. Holguín
14. Santiago de Cuba
15. Guantánamo
16. Isla de la Juventud

## Kultura

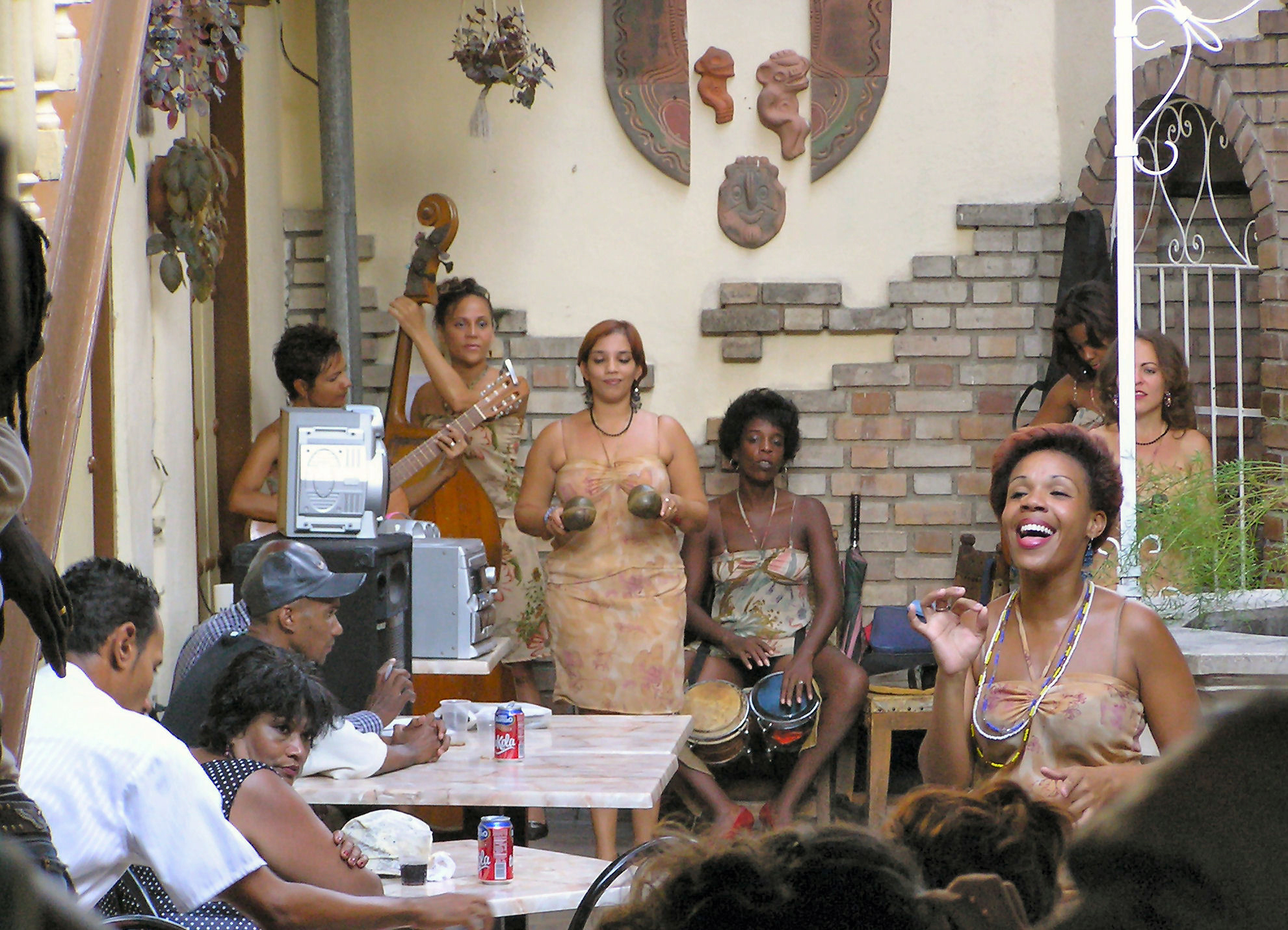
Kubánská kapela v Havaně

Všepronikající státní kontrola, požadavek servilního umění, cenzura či zákaz cest do zahraničí pro neservilní autory ovlivňuje veškerou uměleckou tvorbu na ostrově. Řada kubánských umělců se proto v minulosti proslavila v exilu, kde již vyrostla celá generace slavných kubánských tvůrců. Ti, kteří zůstali na ostrově, měli často vážné problémy s diktaturou, když důvodem k zatčení byla často pouhá kritika poměrů v zemi. Nejedná se však jen o ojedinělé případy – některá, kdysi slavná umělecká odvětví, byla zcela (přinejmenším oficiálně) zlikvidována. Zmizela tak například dokumentární fotografie, která svým otevřeným pohledem na realitu nemohla nové poměry v zemi přežít. Přitom ještě v počátcích revoluce dala země světu slavná jména jako Korda či Corrales.

### Fotografie
Mezi nejznámější kubánské fotografy se řadí dokumentární tvůrci z období revoluce. Nejlepším z nich byl pravděpodobně Raúl Corrales, nejslavnějším však Alberto Korda. Ten se prosadil především slavnou fotografií Ernesta „Che“ Guevary, jež patří k nejznámějším fotografiím světa.

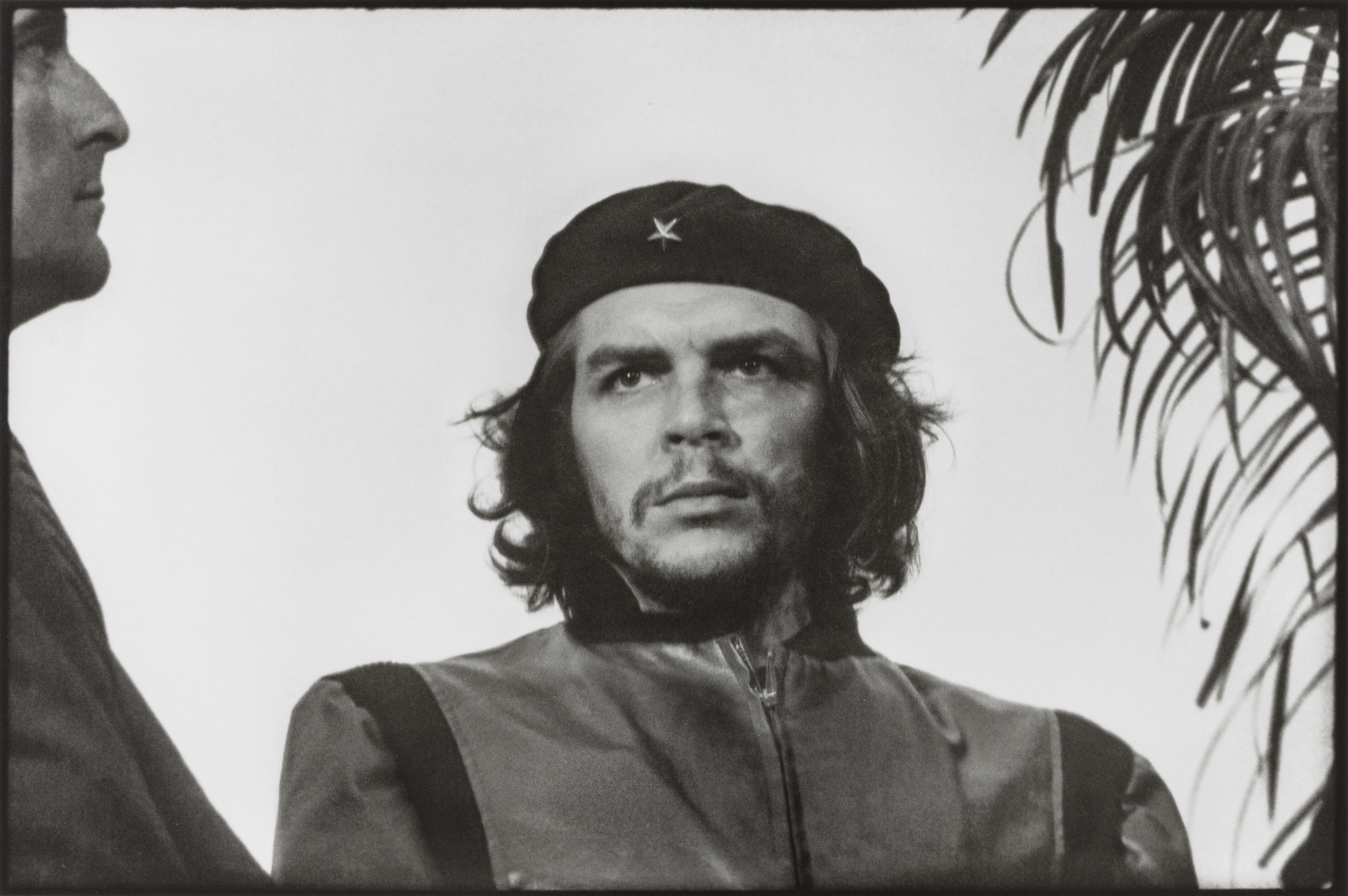
Che Guevara: Slavný portrét předtím, než byl oříznut a pootočen tak, aby se Che díval trochu výše

Dokumentární fotografie již nehraje na současné Kubě zásadní roli i s ohledem na politickou citlivost dokumentování chmurné ostrovní existence.

### Kubánská hudba

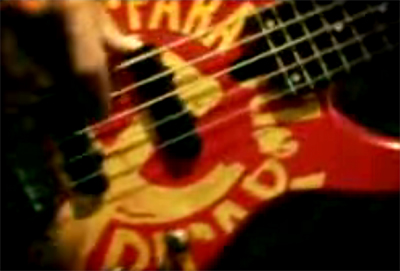
Logo skupiny Porno para Ricardo na jejich baskytaře

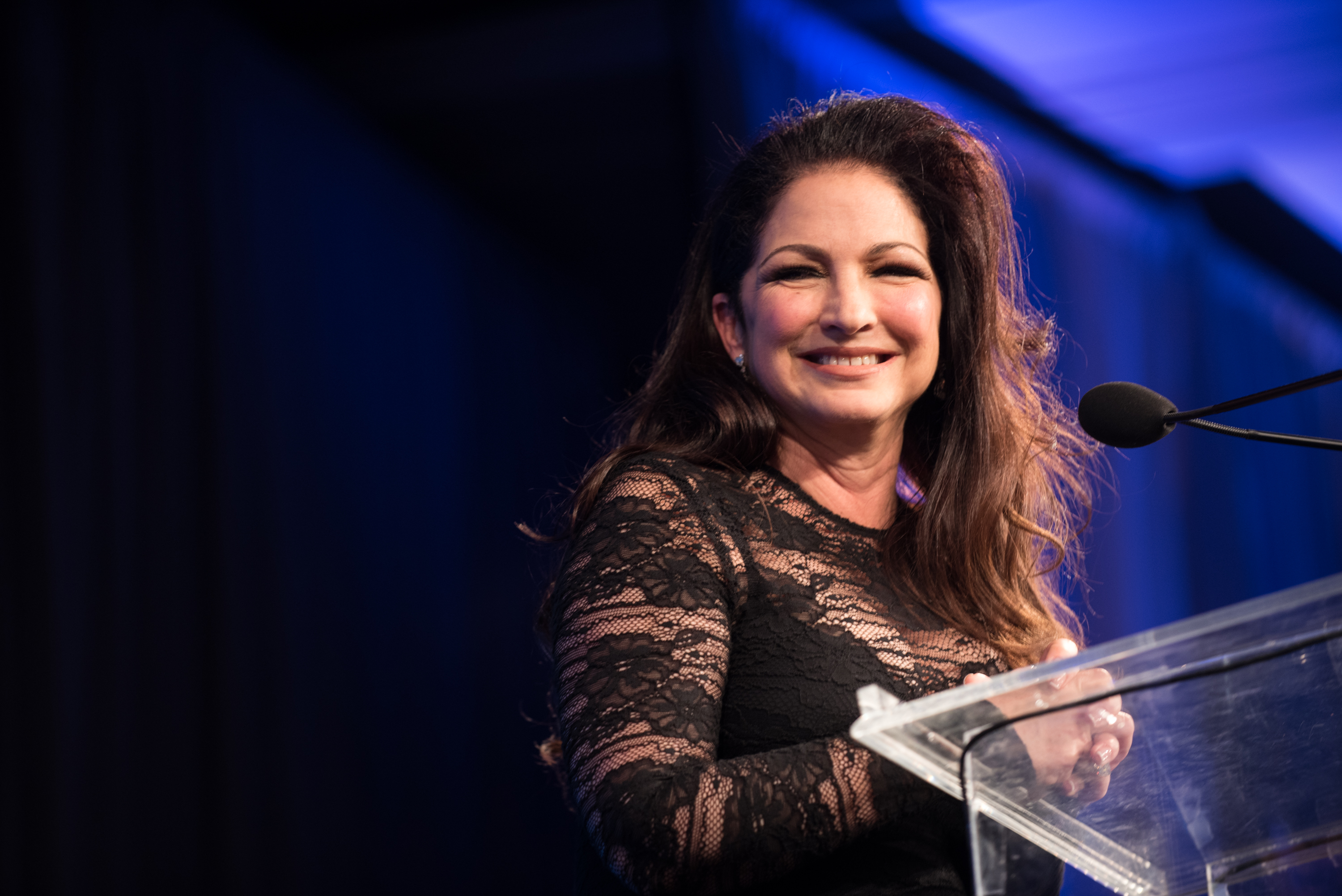
Gloria Estefan

Kubánská hudba se vyvinula do celé řady stylů vycházejících z evropské a africké kultury. Mezi hlavní tradiční styly kubánské hudby patří: trova, habanera, danzón, son, kubánský jazz, rumba, timba (kubánská salsa) a obvykle vyťukávaný rytmus označovaný jako clave (klíč).
Mezi nejznámější kubánské zpěváky a hudebníky patří Kubánci v exilu. S 90 miliony prodanými alby je vůbec nejúspěšnější latinskoamerickou zpěvačkou například Gloria Estefan, mezi slavná jména se řadí i zpěvačka salsy Celia Cruz, zpěvák salsy a merengue Willy Chirino a další.
Mezi známé kubánské oficiální zpěváky starší generace nadále žijící na ostrově patří Pablo Milanés, Silvio Rodríguez, Omara Portuondo či známá kapela Buena Vista Social Club, o které byl natočen i film Wima Wenderse.
Problémy s diktaturou a související cenzurou mívají i etablované a státem podporované kapely. Známá popová skupina Moneda Dura tak například byla po vydání svého alba Alma sin Bolsillos svědkem zákazu vysílání písně „Mala leche“ ve státních (tj. všech) médiích, jakožto nepřípustné kritiky situace na ostrově a přímo diktátora Castra.
K nejznámějším rockovým kapelám současnosti patří punkrocková skupina Porno para Ricardo, jejíž hlavní představitel Gorki Águila byl v minulosti dva roky vězněn a v létě 2008 byl opět zatčen za „příliš hlasitou hudbu“. Při posledním stání byl souzen podle nového politického zákona za „nebezpečnost“. Teprve na základě silného mezinárodního tlaku byl osvobozen a potrestán pouze pokutou za veřejné pohoršení.

### Film
Pravděpodobně nejznámějším kubánským filmem současnosti je snímek „Jahody a čokoláda“ režiséra Tomáse Gutiérreze Aley.

### Sport

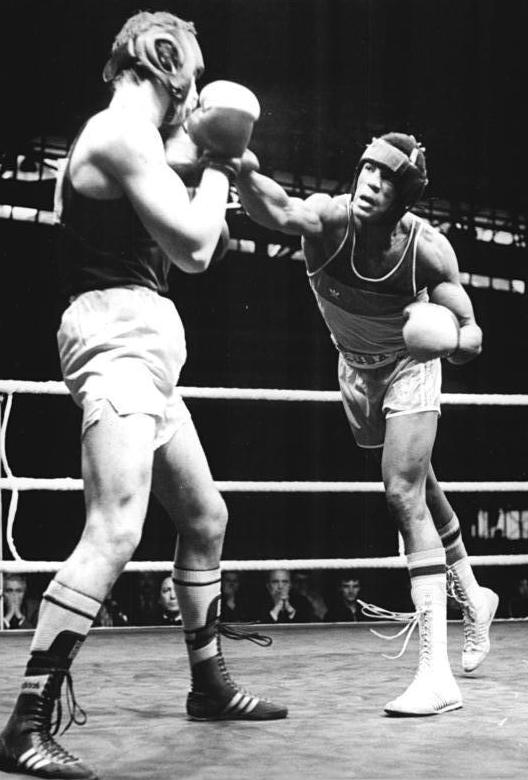
Félix Savón

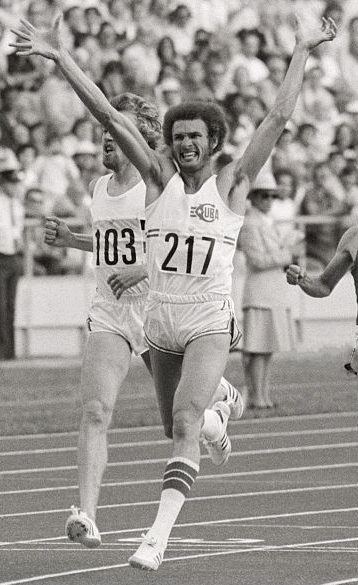
Alberto Juantorena

Národní sport Kuby je jejich tradiční hra domino.   
Kuba má velkou sportovní tradici. Olympijských her se zúčastňuje od roku 1900 a od té doby si připsala 84 zlatých olympijských medailí (k roku 2021). Téměř polovina z nich byla v boxu. Kubánská boxerská škola je skutečně světově proslulá. K legendám patří především trojnásobní olympijští vítězové Teófilo Stevenson a Félix Savón. 
Kubánci jsou také velmi úspěšní v atletice. Běžec na středních tratí Alberto Juantorena má na svém kontě dvě olympijská vítězství. Výškař Javier Sotomayor jedno vítězství a jedno druhé místo, stejně jako kladivářka Yipsi Morenová. Překážkář Anier García má ve sbírce zlato a bronz, stejnou bilanci má oštěpařka Osleidys Menéndezová. Olympijskými vítězi se stali rovněž oštěpařka Maria Colónová, diskařka Maritza Marténová, dálkař Iván Pedroso, koulařka Yumileidi Cumbá, překážkář Dayron Robles, Vůbec první olympijské zlato pro Kubu vybojoval roku 1900 šermíř Ramón Fonst. Byla to jedna z jeho čtyř zlatých medailí na OH. Čtyřnásobným olympijským vítězem je i zápasník Mijaín López. Na hrách v Barceloně roku 1992 Kubánci získali čtrnáct zlatých, což je v medailovém pořadí národů vyneslo na páté místo. Ještě o příčku výše stanuli na olympiádě v Moskvě roku 1980, tu ovšem bojkotovaly Spojené státy a některé jiné západní země.
Nejpopulárnějšími kolektivními sporty na Kubě jsou baseball a volejbal. Kubánská baseballová reprezentace vyhrála třikrát olympijský turnaj (1992, 1996, 2004) a pyšní se 25 tituly mistrů světa. Také kubánská ženská volejbalová reprezentace triumfovala na třech olympiádách (1992, 1996, 2000) a také třikrát vyhrála světový šampionát.
Legendárním šachistou byl José Raúl Capablanca, mistr světa v letech 1921–1927.

## Zahraniční politika

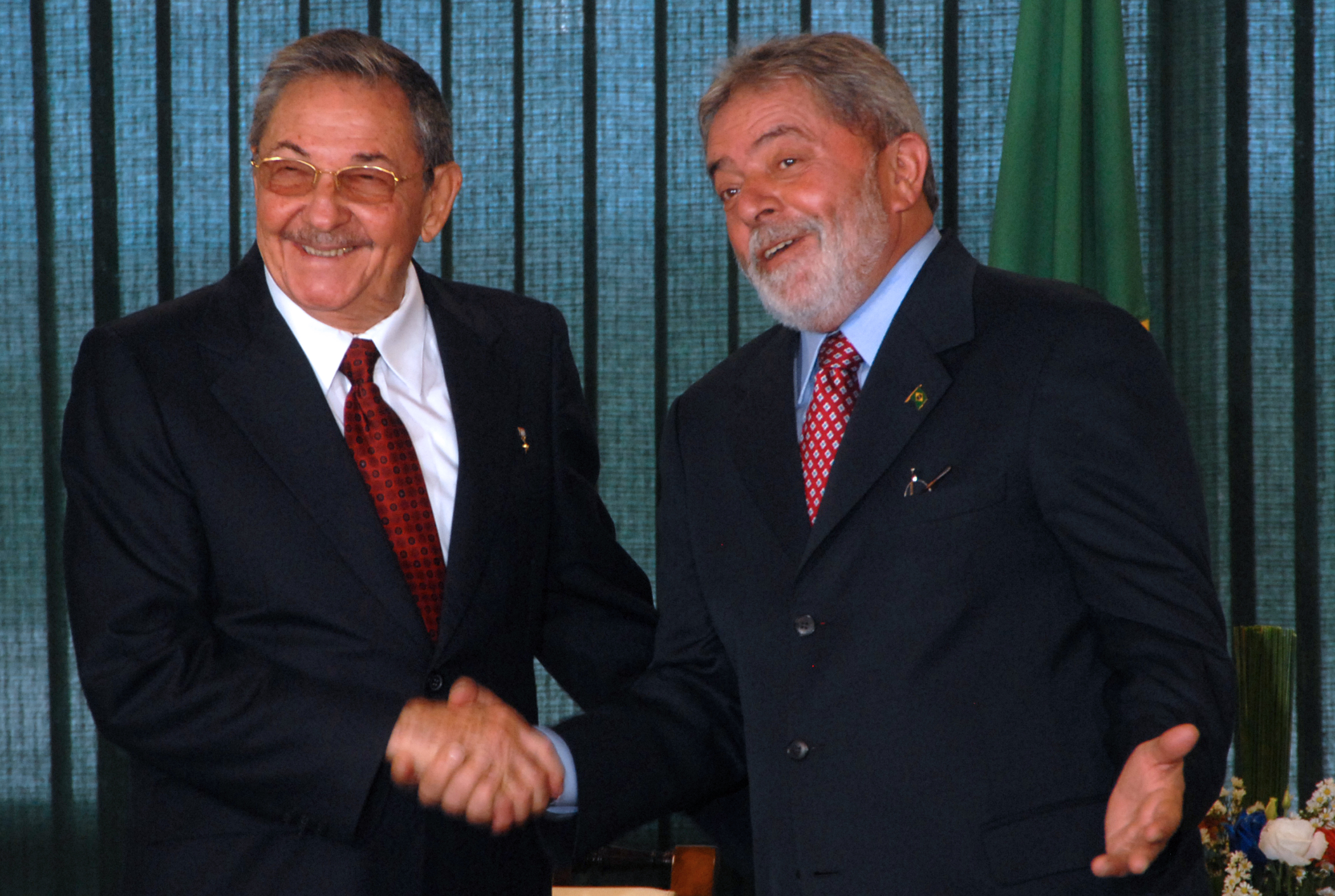
Raúl Castro a brazilský prezident Lula da Silva v prosinci 2008

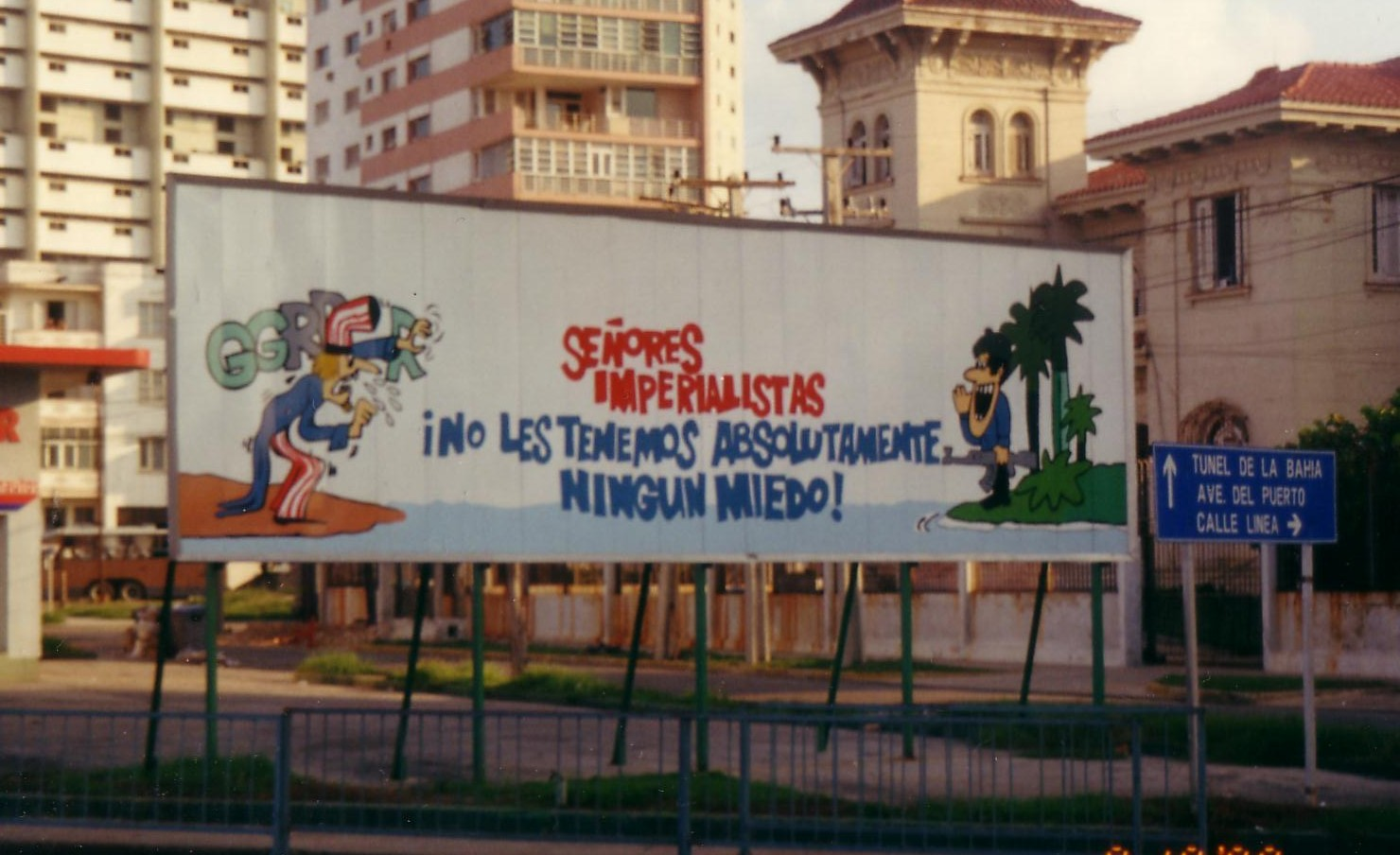
Protiamerický billboard v Havaně

Kuba je členem OSN, v roce 1962 jí bylo pozastaveno členství v OAS. Byla členem RVHP a tzv. východního bloku až do jeho rozpadu. Současnými hlavními kubánskými spojenci jsou latinskoamerické státy s levicovými vládami: především Venezuela a Bolívie, které jsou členy mezinárodní organizace Bolívarovský svaz pro lid naší Ameriky vzniklé v roce 2004 (zakládající smlouvu podepsali Hugo Chávez a Fidel Castro). Dalším významným partnerem je Čína a Holandsko. Kuba je též členem Aliance malých ostrovních států.

### Vztahy s Českou republikou a Československem
Od oficiálního navázání diplomatických styků s Kubou 23. 11. 1920 až do roku 1960 zastupoval Československo na Kubě velvyslanec ČSR ve Washingtonu.
Nový stálý velvyslanec přímo pro Kubu byl na ostrov vyslán až po převzetí moci Fidelem Castrem v roce 1960. Československo tak podporovalo Castrovu Kubu od samého počátku, mimo jiné dodávkami zbraní, půjčkami, odpouštěním plateb atd. Československo současně zastupovalo Kubu v USA, se kterými Havana neměla diplomatické vztahy.
Vztahy s ČSR zkomplikoval až rok 1968. Fidel Castro poté ve svém projevu z 23. 8. 1968 rozporuplně a emotivně zareagoval na okupaci Československa vojsky Varšavské smlouvy a současně silně kritizoval kvalitu československých dodávek na Kubu. Po okupaci Československa se vztahy začaly vracet do starých kolejí a v lednu 1969 již Castro československé dodávky opětovně pochválil. Československo patřilo v době socialismu k největším dodavatelům elektráren na Kubu, z ostrova současně odebíralo cukr a nikl.
Obchodní výměna mezi oběma zeměmi není v 21. století příliš veliká, v porevoluční době se českým podnikům podařilo vyjednat stavbu elektrárny Felton v 90. letech (smlouva podepsána v roce 1997). Elektrárna s výkonem 2 × 250 MW je největší na Kubě. Jejím dodavatelem je firma Škodaexport, a. s. a plně do provozu byla uvedena v roce 2001. Významné jsou ještě dodávky potravin, hutních produktů a dílů na montáž motocyklů Jawa.
Do České republiky naopak putují kubánské doutníky a rum pocházející z někdejších předrevolučních palíren firmy Bacardi. Na Kubě se každoročně rekreují tisíce českých občanů. Na oficiální kubánské státní licenci stojí i pražská restaurace „Bodeguita del Medio“, která je součástí řetězce pojmenovaného podle oblíbené Hemingwayovy restaurace v Havaně. V restauraci hrají i státem vysílané hudební skupiny.

## Obyvatelstvo

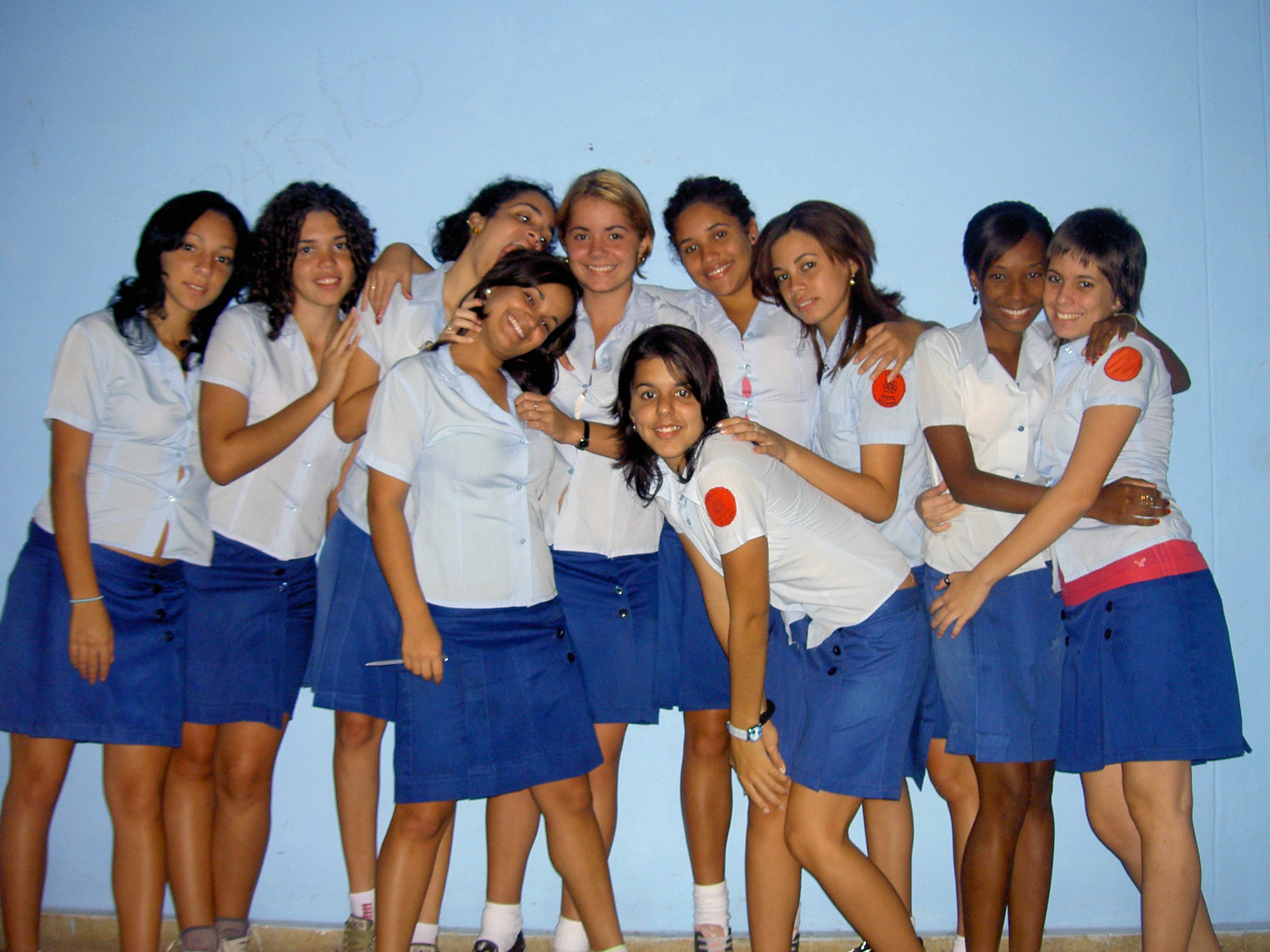
Kubánské studentky ze střední školy "Escuela Lenin"

Kuba je etnicky velmi rozmanitá, obývají ji španělsky mluvící Kubánci, kteří jsou potomky především obyvatel historického Španělska a černošských otroků ze západní Afriky. Rasově zemi tvoří hlavně běloši (64,1 %), mulati/mestici (26,6 %) a černoši (9,3 %). V zemi žije značná – až jednoprocentní – čínská menšina, která obývá v Havaně vlastní čínskou čtvrť. Původní indiánské kmeny vymřely v průběhu španělské kolonizace na nemoci zanesené z Evropy a původní populace již na ostrově neexistují, byť někteří obyvatelé se stále hlásí ke své indiánské krvi.

### Náboženství

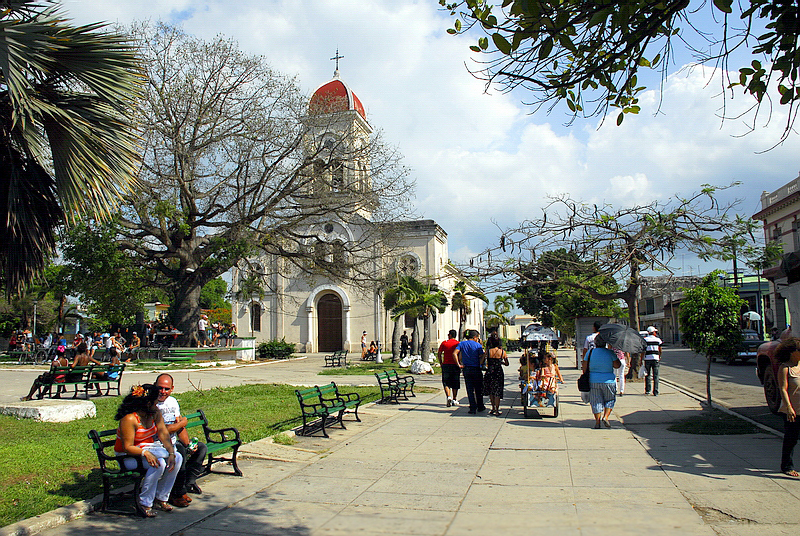
Katolický kostel na Kubě

Kuba je tradičně katolická země se značným vlivem afrokubánské santérie vycházející z kultů západoafrického etnika joruba. Po revoluci v roce 1959 Kuba silně omezila náboženský život, přestože papírově nadále uznávala svobodu náboženství. Výsledkem této „svobody“ byl odchod 80 % katolických a protestantských kněžích do USA v letech 1959–61. Věřícím byl zakazován vstup do komunistické strany, v roce 1962 se stala Kuba oficiálně ateistickým státem a od roku 1969 byly v zemi zakázány Vánoce. Ty byly obnoveny až v roce 1998 po návštěvě papeže Jana Pavla II. Tenze mezi věřícími a státem mírně poklesly po odchodu Fidela Castra od moci. Katolická církev, především kardinál Ortega osobně, hrála v poslední době jistou roli při propouštění politických vězňů do exilu.
V náboženství obyvatel ostrova převládá katolická církev vedená kardinálem Ortegou (Jaime Lucas Cardinal Ortega y Alamino), která udává, že se k ní hlásí přibližně 60 % věřících na ostrově. Významná je i původně africká santérie, k jejíž praxi se různou měrou obrací až 80 % obyvatelstva (katolicismus a santérie se tedy částečně překrývají). Různé protestantské církve vyznává přibližně 6% obyvatel. Na ostrově existuje i funkční židovská obec a v čínské čtvrti v Havaně dominují buddhisté. Mezi slaběji zastoupené patří ruské pravoslaví, pro které otevřel pravoslavný kostel v roce 2008 sám Raúl Castro). Jedná se o pozůstatek sovětského bloku, kdy zde žily desetitisíce Rusů.
Katolickou patronkou Kuby je Panna Maria Milosrdná z Cobre (Vírgen de la Caridad del Cobre) na východě ostrova v pohoří Sierra Maestra. Panna Marie z Cobre je v afrokubánských kultech synkretizována v jednu božskou osobu s bohyní Očún (šp: Ochún, angl: Oshun). Kostel v El Cobre je také nejvýznamnějším kubánským poutním místem. Jak napovídá i název, jedná se o lokalitu poblíž historických měděných dolů kdysi založených Španěly.

### Největší města

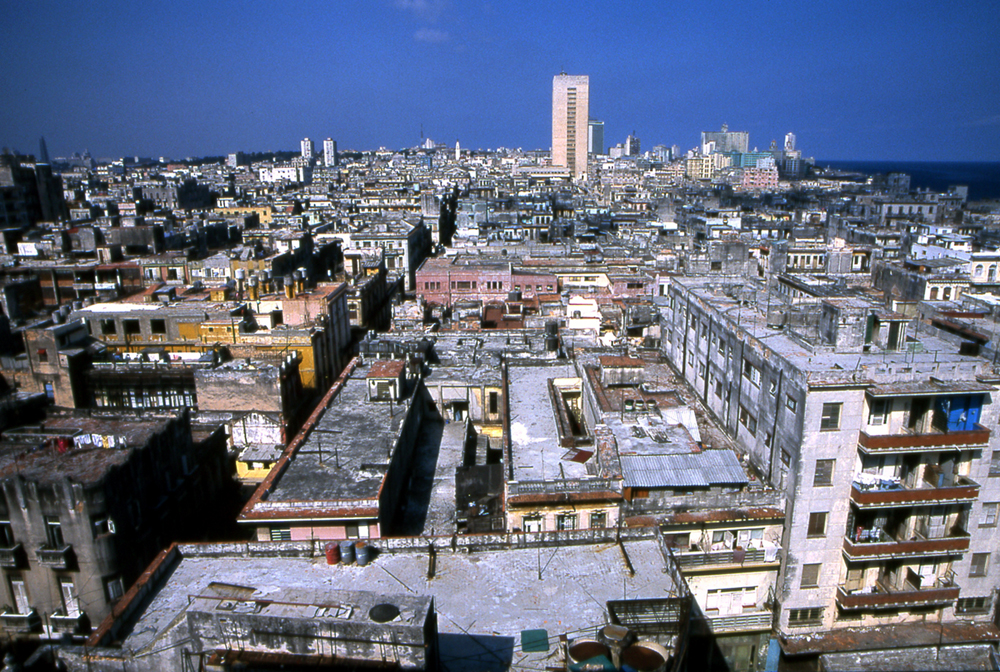
Obrázek z havanské čtvrti Vedado poukazuje na stav bez dlouhodobých investic, ve kterém je většina měst v zemi

- Havana (La Habana) – 2,2 mil. obyvatel (hlavní město)

Velkoryse řešená metropole na břehu Floridského průlivu, s cenným historickým jádrem, na seznamu UNESCO, která byla zrekonstruována za cenu vystěhování většiny původních obyvatel z centra města. Až na výjimky hůře udržovaná (platí pro většinu kubánských měst i vesnic kromě některých výjimek v historických centrech zaměřených na turisty). Přístav, železniční i silniční křižovatka.
- Santiago de Cuba – 450 000 obyvatel

Původní hlavní město Kuby.
- Camagüey – 295 000 obyvatel

Centrum dobytkářství, zajímavá spleť uliček historického centra.
- Cienfuegos

Perla Karibiku, nachází se na jižním pobřeží Kuby.
- Holguín – 245 000 obyvatel

Rušné město bez zásadních historických památek.
- Guantánamo – 210 000 obyvatel

V blízkosti se nachází americká vojenská základna v zátoce Guantánamo.

### Slumy na Kubě
Slumy na Kubě zvané „Llega y Pon“ (Přijeď a usaď se) jsou často ukryty na okrajích měst. Mezi nejznámější patří již dvacet let starý slum Casablanca v havanském okrsku Regla nebo některé novější, jako jsou El Bachiplán, Blumer Caliente a San Miguel, tedy „vesnice bídy“ podobné slumům v Jižní Americe. Slumy vznikají, i přesto, že je v Havaně prováděna častá kontrola obyvatel. Ti, kteří nemají ve městě povolení k pobytu, jsou odesíláni zpět do chudých provincií s omezenou šancí najít práci.

## Ekonomika

### Ekonomická krize

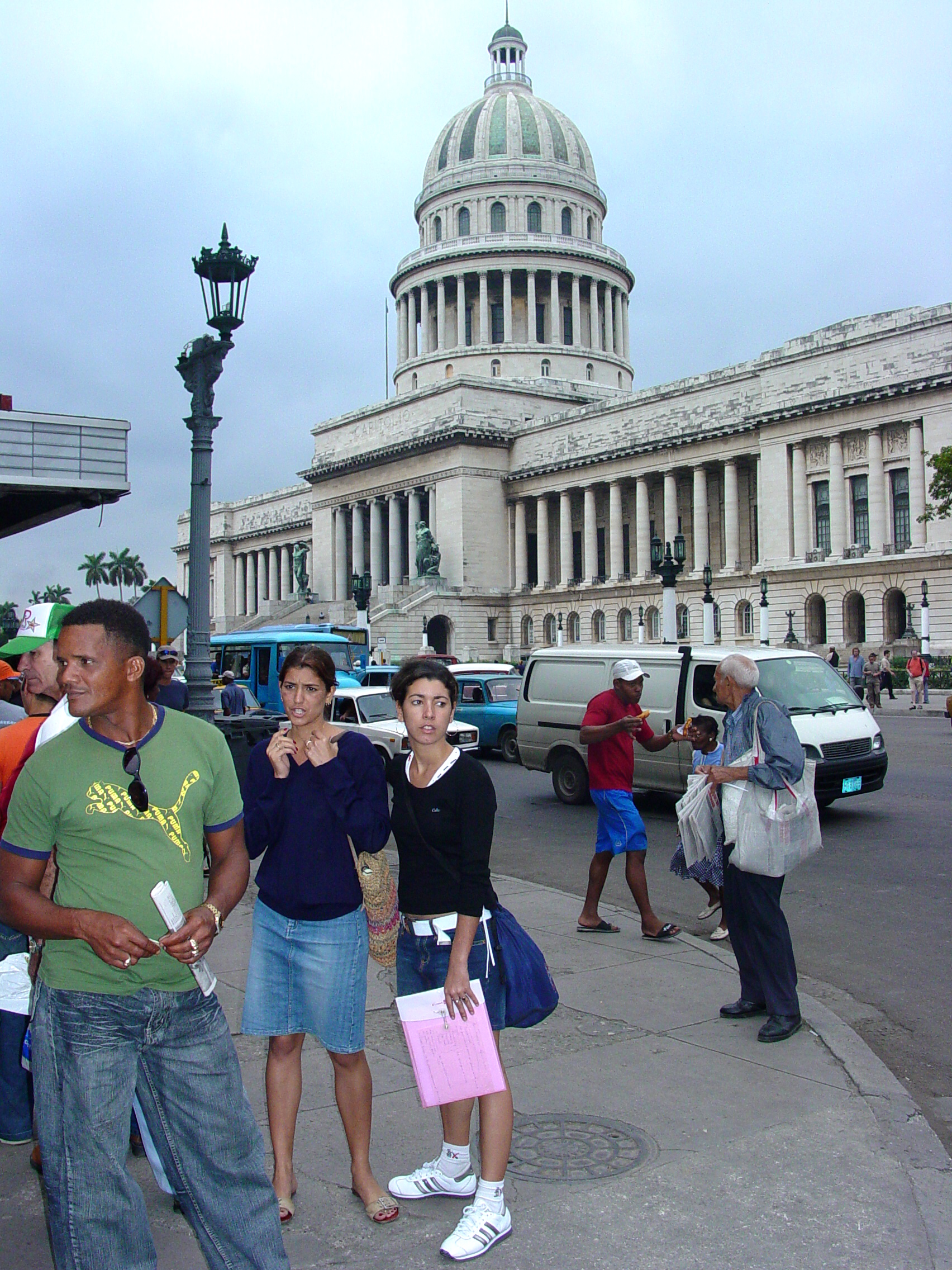
Ekonomika země byla zpomalena centralizovaným řízením státu

Hospodářství země je sužováno vleklou krizí způsobenou ekonomickou blokádou ze strany USA, která trvá nepřetržitě od roku 1960, nutností centralizovaného řízení ekonomiky i firem zabavených jejich původním vlastníkům a také nadměrnou byrokratizací rozhodování i plánovacího procesu. Země pravidelně upadá do potíží podle aktuálně aplikovaných metod stranického vedení (např. ekonomická krize země z roku 1969–70). Krize se prohloubila v roce 1990 po pádu RVHP a totalitních režimů v Evropě, které Kubu sponzorovaly, a kdy vyvolala tzv. zvláštní období (Período especial).

### Životní úroveň
Kuba je v současnosti druhou nejchudší zemí Latinské Ameriky (před posledním Haiti ). Průměrný plat dosahoval v roce 2010 na Kubě dle oficiálních statistik přibližně € 12,7 (přesně 17,92 CUC, tj. 448 CUP). Minimální měsíční plat byl dle dat z roku 2007 stanoven na € 10. K tomu je však třeba přičíst úsporu za neplacení nájmu z bydlení (€ 150), minimální ceny energií, minimální ceny základních potravin, ovoce a zeleniny (€ 0,10) atd.
V indexu lidského rozvoje je ovšem Kuba v rámci Latinské Ameriky hodnocena poměrně vysoko – podle údajů za rok 2013 se nacházela nad Mexikem, ale pod Uruguayí, Argentinou a Chile.

### Hlavní výrobky

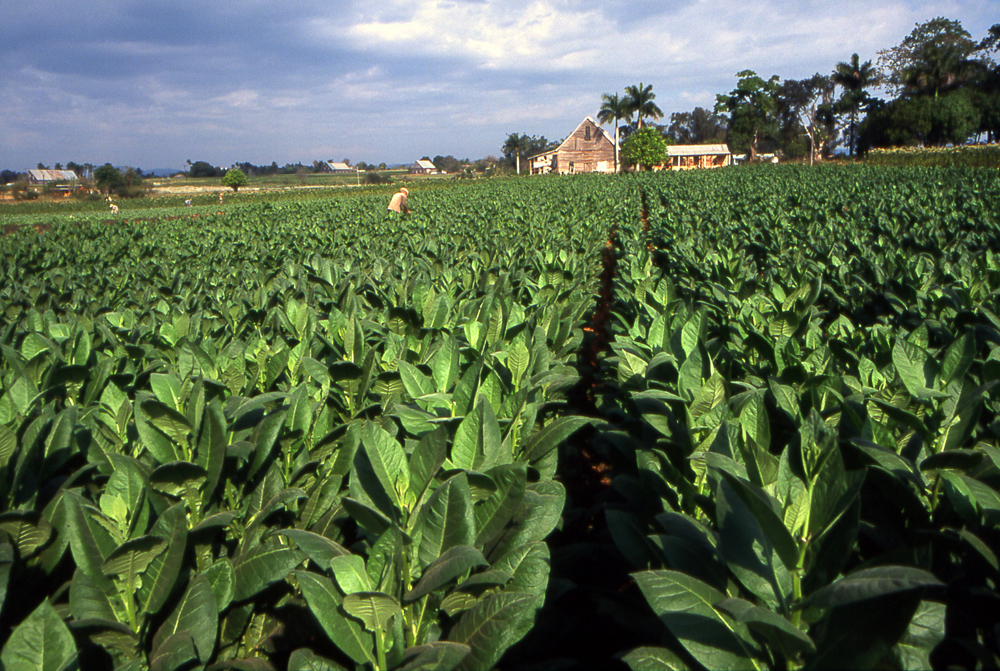
Tabáková plantáž v provincii Pinar del Río

Hlavním zdrojem ekonomiky je těžba, zpracování a export niklu a zčásti i kobaltu. V menší míře je těžena ropa. Druhým hlavním zdrojem ekonomiky je cestovní ruch (cca 2 miliony turistů ročně). Třetím zdrojem jsou finanční převody volných měn od Kubánců uprchlých a pracujících v USA. Dřívější hlavní opora ekonomiky, cukrová třtina a výroba cukru, je i přes masovou mobilizaci obyvatelstva v době sklizní na ústupu. To je způsobeno špatnou organizací práce v hospodářství ovládaném komunistickou stranou a důstojníky armády. Kuba, donedávna nazývaná „cukřenka světa“, musí občas cukr i dovážet.
Mezi známé hospodářské produkty patří zpracování tabáku a výroba známých havanských doutníků. Vedle historických a původně soukromých značek je známá i značka Cohiba, která byla původně vytvořena pouze pro Fidela Castra a vrcholné politiky. Známý je i export rumu z továren zabavených především firmě Bacardi v roce 1960. Významný je i mramor – hřbitovy jsou spíše malá mramorová městečka. Podle kvality použitého mramoru lze odhadnout movitost zemřelého a jeho rodiny.

### Embargo USA

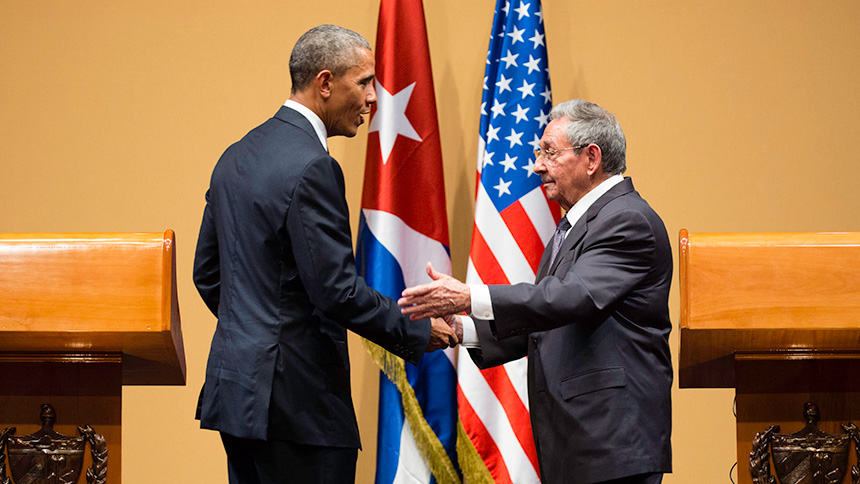
Raúl Castro při setkání s americkým prezidentem Barackem Obamou v Havaně, 22. března 2016

V říjnu 1960 vyhlásily USA embargo na vývoz amerických výrobků na Kubu, které dále posílily v únoru 1962 embargem na veškerý obchod s Kubou. V letech 1992 a 1996 obchodní embargo ještě zpřísnily. Helms–Burtonovův zákon z roku 1996 omezuje obchod s Kubou pro firmy z jakékoli země.
Vůči zemi pokračuje hospodářské embargo ze strany USA, které je však postupně omezováno a Spojené státy jsou v současnosti největší dovozce potravin na ostrov a současně šestý největší celkový dovozce. Ze všech dalších zemí světa Kuba dováží i vyváží produkty volně. Embargo je však Kubou silně využíváno propagandisticky a především Fidel Castro mu v minulosti připisoval hlavní roli při problémech kubánské ekonomiky. Vyjadřování Raúla Castra jsou již mírnější.

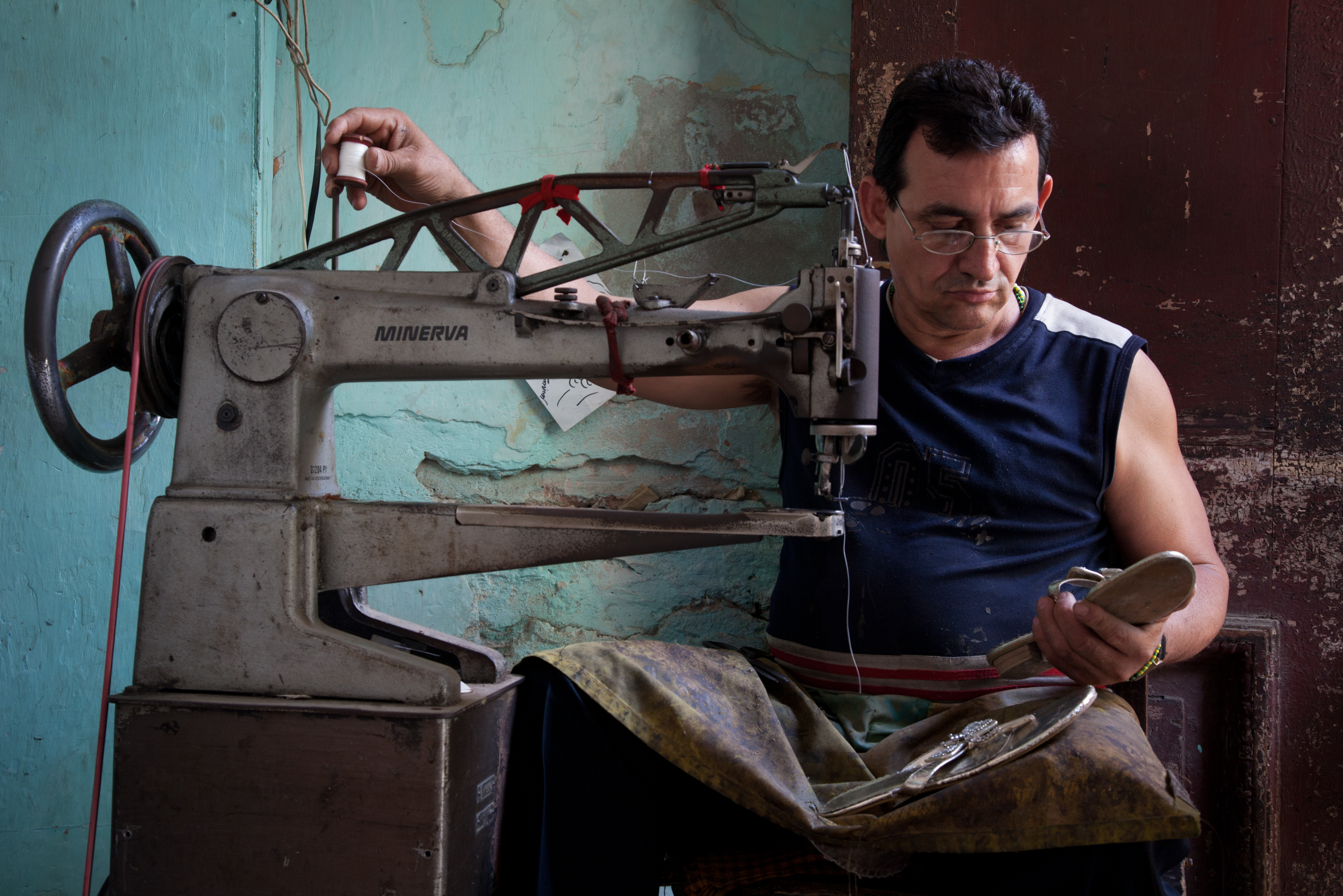
Drobné podnikání je na Kubě povoleno

### Měna
Kuba má dvě oficiální měny:
- kubánské „národní“ peso (peso cubano nacional, ISO 4217 kód CUP) – Hlavní měna, ve které obyvatelstvo dostává výplatu. V obchodech lze za CUP koupit pouze velmi omezené zboží – přídělové potraviny a ve velmi omezené míře také technické výrobky kubánské produkce nebo asijské provenience (nejobyčejnější oděvy a obuv, rákosový nábytek apod.) Za CUP je k dostání také zelenina a ovoce na tržišti.
- kubánské konvertibilní peso (peso cubano convertible, ISO 4217 kód CUC, postavené na roveň dolaru v kurzu 1 : 1,08 USD) – obdobatuzexových bonů, na Kubě má podstatně širší využití než někdejší bony v ČSSR. Směnitelnost CUC platí pouze na Kubě, velká část obchodů využitelných turisty prodává zboží za CUC, které otevírá dveře ke kvalitnějšímu, byť předraženému, zboží z dovozu. Řadový Kubánec však nemá oficiální možnost, jak si CUC vydělat, může je však směnit ve směnárně za CUP či zahraniční valuty, kurz 25 CUP : 1 CUC. Největším zdrojem CUC pro Kubánce jsou dary od příbuzných žijících v zahraničí (podle mezinárodních odhadů to je ročně až 1,2 miliardy USD).

Kromě těchto dvou měn je možné používat i euro, které je zavedeno v izolovaných turistických centrech jako Varadero, ostrovy Cayo Largo aj. Eurem je sice možné platit, ale tím stylem, že u pokladny zákazník zaplatí eurem, následně proběhne přepočet na CUC a nazpět se vrací v CUC. Účelem zavedení eura bylo zkomplikovat závislost na „imperialistickém“ dolaru (současně totiž byla zavedena daň 10 % na výměnu dolarů) a zlepšit příjem deviz do chudé státní pokladny (turisté dostávají zpět bankovky CUC, které jsou mezinárodně bezcenné).
Do konce října 2004 se na Kubě používal k platbám převážně americký dolar (USD). Od 8. listopadu 2004 byl však stažen z oběhu a nahrazen CUC. Pokud chce nyní někdo v bance vyměnit bankovky USD za CUC, je mu účtována 10% přirážka interpretovaná jako riziko Kuby za použití embargované měny. Při bezhotovostním styku, nebo při použití bankovní karty není tento poplatek účtován.
Pro mezinárodní bankovní styk se Kuba rozhodla nepoužívat USD. Od roku 1999 byl vyhlášen záměr zavést euro jako povinné platidlo při obchodních transakcích se zeměmi EU.

### Cestovní ruch

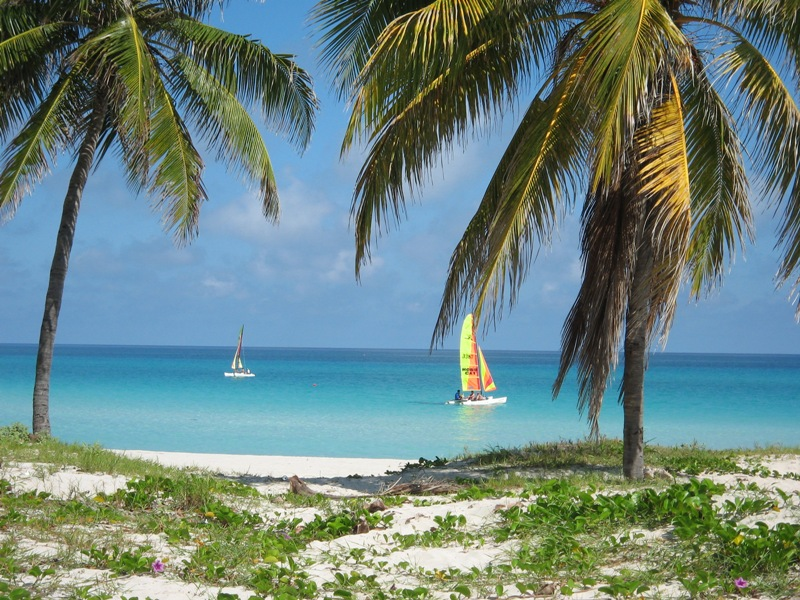
Kubánské letovisko Varadero

Pro cesty z/do EU včetně ČR platí vízová povinnost. I zde jinak platí dramatický rozdíl mezi extrémně omezenými právy Kubánců a relativně širokými možnostmi cizinců cestujících na Kubu. Tyto rozdíly najdete nejen v existenci "hotelů pro cizince", "autobusů pro cizince", vynucovaného dělení plateb a rozdílných cenách v "národních pesech" a "konvertibilních pesech" (nebo valutách) od cizinců, ale také v lepší přístupnosti některého zboží pro cizince. Komplikace nastávají i při získávání automobilu či jen volném nákupu benzínu, který je pro cizince relativně dostupný v omezených valutových (CUC) benzinových pumpách. Vládou organizované zhoršené postavení místních občanů oproti cizincům ostatně platí i v jiných oblastech každodenního života.

#### Vlastnictví automobilů na Kubě

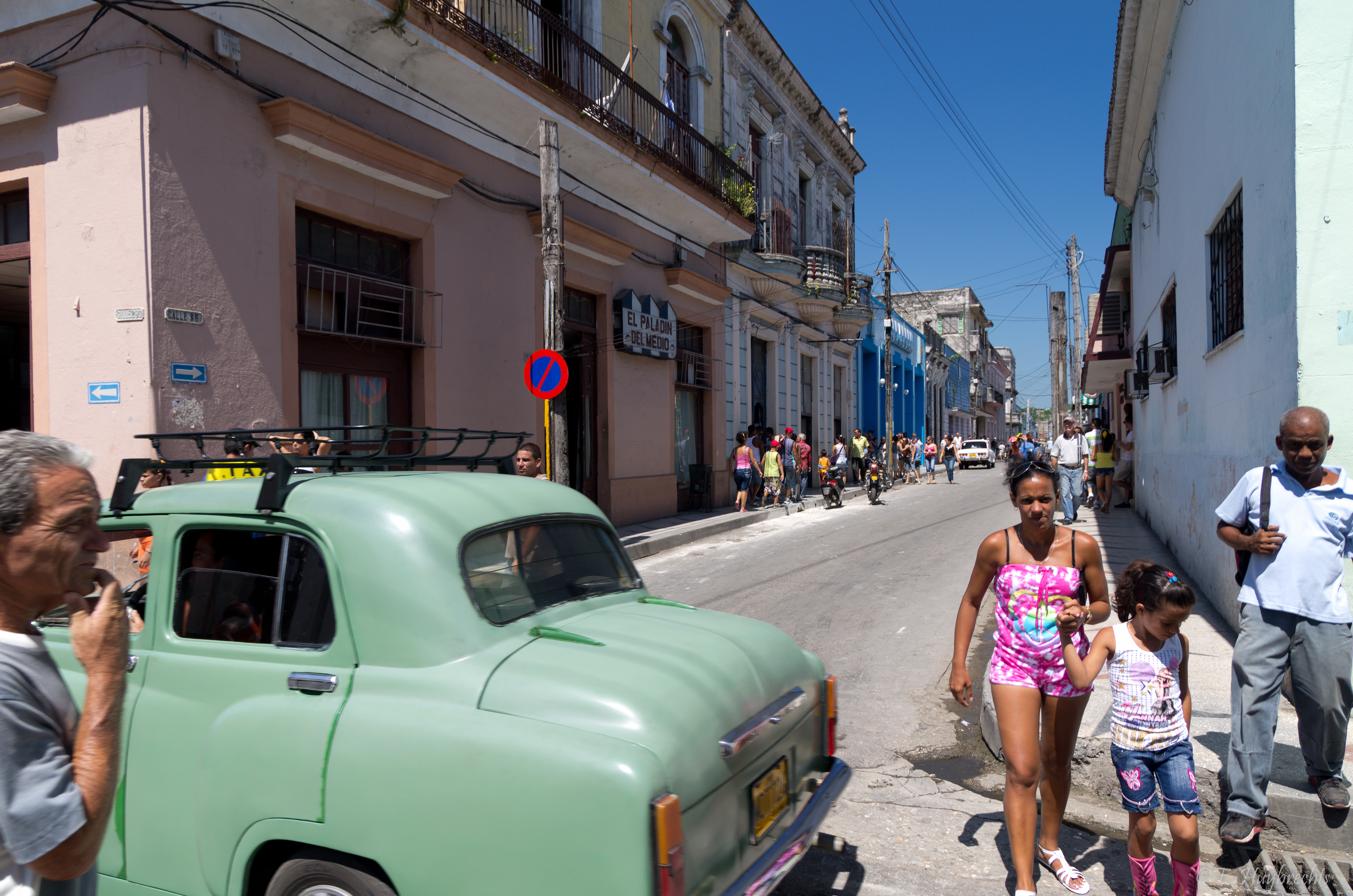
Automobilový veterán v ulicích Matanzasu

Nákup automobilu na Kubě je podmíněn státním povolením, včetně podání důkazu, kde zájemce vzal na automobil peníze. Automobily na Kubě se odlišují různou barvou poznávacích značek, které pro policii jasně odlišují majitele (státní podnik, soukromník, turista či diplomat).
Po ulicích jezdí americké vozy vyrobené v 50.–60. letech a držící pohromadě často s využitím sovětských aj. dílů, sovětské lady a nová vozidla státních firem Peugeot, Volkswagen, Mercedes, Toyota, Škoda Fabia a Škoda Octavia. Tyto značky jsou však pro soukromníky prakticky nedostupné.
Na křižovatkách i ve městech obvykle stojí "vytěžovači" neboli "zefektivňovači dopravy", kteří kontrolují, jestli státní vozy nejsou zneužívány k soukromým účelům a do poloprázdných aut rozmísťují čekající "stopaře". Tato praxe se rozmohla po kolapsu státní veřejné dopravy především po pádu socialistického bloku. Nemají však oprávnění vnucovat "stopaře" do pronajatých vozidel turistů. Dálnice a hlavní silnice jsou v použitelném stavu, byť pohyb dobytka po dálnici je na Kubě častým jevem a řidič musí být vždy ve střehu.

#### Cesty Kubánců

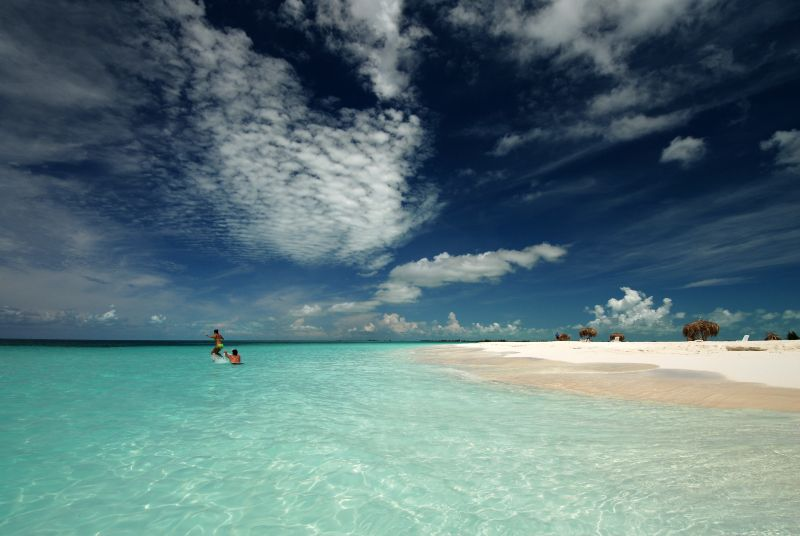
Ostrov Cayo Largo

Na rozdíl od cest cizinců na Kubu platil donedávna pro Kubánce striktní zákaz vycestovat ze země bez zvláštního povolení (Carta Blanca, obdoba výjezdní doložky v ČSSR), které není vydáváno automaticky a navíc stojí mnohanásobek měsíčního platu na ostrově (150 CUC, tj. přibližně 150 USD). Známý je proto fenomén tzv. "balseros", tedy uprchlíků na rybářských loďkách, kteří se často objevují na ostrovech okolních zemí a na pobřeží USA. Zrušení zákazu bylo údajně zvažováno již po nástupu Raúla Castra k moci, v tisku se k tomu příznivě vyslovila i Mariela Castro, dcera Raúla Castra.
V říjnu 2012 kubánská média informovala, že povinnost Kubánců žádat o povolení k výjezdu do ciziny bude zrušena. Opatření vstoupilo v platnost 14. 1. 2013. Lidé s trvalým bydlištěm na Kubě mohou zůstat v cizině 24 měsíců, pak se budou muset na ostrov vrátit k obnovení dokumentace. Dosud se výjezdní doložky, bez nichž Kubánci nemohli vycestovat od roku 1959, vydávaly jenom na 11 měsíců.
Nový zákon nicméně dále zdůrazňuje potřebu chránit „lidský kapitál“ Kuby, takže vysoce kvalifikovaní profesionálové, např. lékaři, musí i nadále překonat více překážek, chtějí-li vycestovat. Na potíže také zřejmě narazí kritici vlády, neboť prodlužování pasů jim může být odepřeno z „důvodů veřejného zájmu definovaných orgány státní moci“.

#### Cesty na Kubu

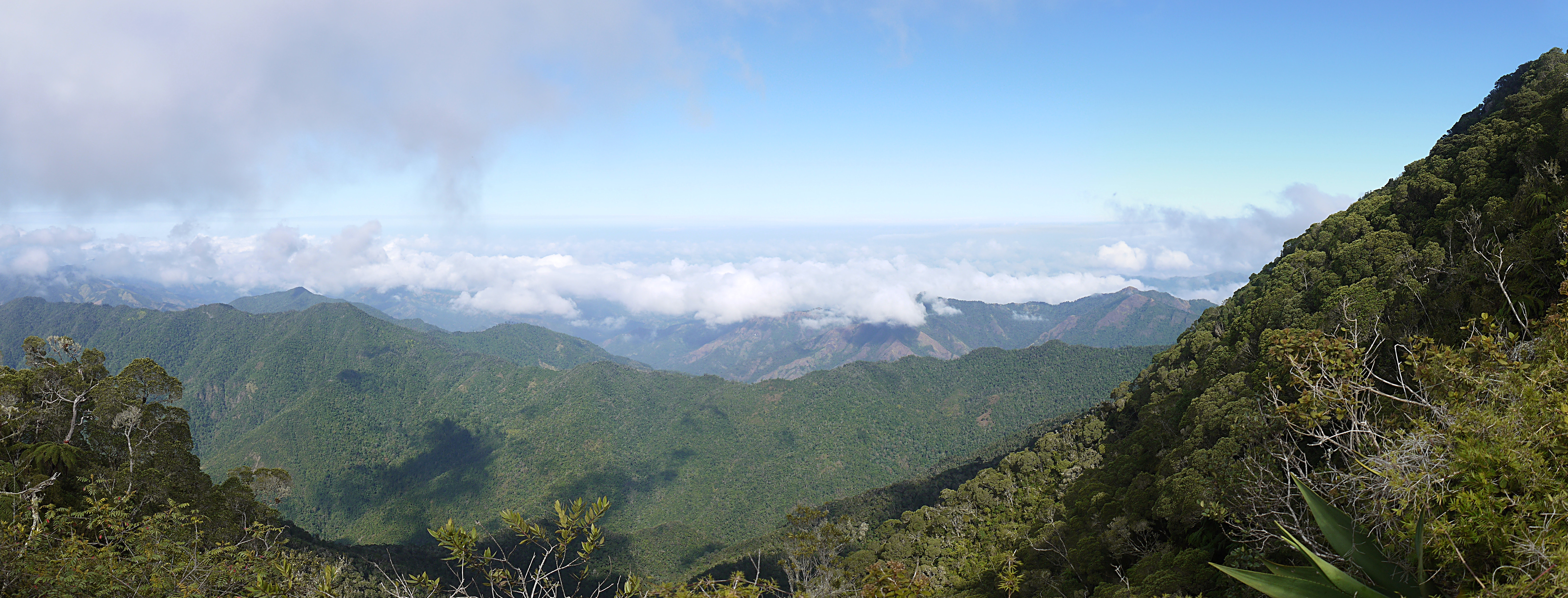
Národní park v pohoří Sierra Maestra

Zastavení půjček od zemí socialistického bloku na počátku 90. let a prudký propad vlastní ekonomiky donutil Kubu otevřít se více zahraničním turistům. Nejznámějším letoviskem je Varadero. Na seznam UNESCO nejnavštěvovanější město Havana, blízký Trinidad a také nedaleká oblast Viñales v oblasti Pinar del Río. Řada turistických oblastí tvoří zóny zakázané pro běžné obyvatelstvo. Zde nezaměstnaní či nežijící Kubánci do nich měli donedávna zakázán přístup, který byl vládou Raúla Castra uvolněn. Oblasti jsou nadále určeny pouze pro turisty a vrcholné politiky, a proto případná byť povolená návštěva Kubánce může mezi místními bezpečnostními složkami vzbudit nežádoucí zájem. V zemi existuje i řada rekreačních míst pro politiky vládnoucí strany, které jsou Kubáncům i turistům uzavřeny. Část historických center byla v posledních letech opravena.
Po ostrově lze cestovat do většiny oblastí autem, na motorce i na kole, možnosti přespání jsou omezené na oficiální hotely a soukromá ubytovací zařízení.

#### Autobusy a nájem automobilů

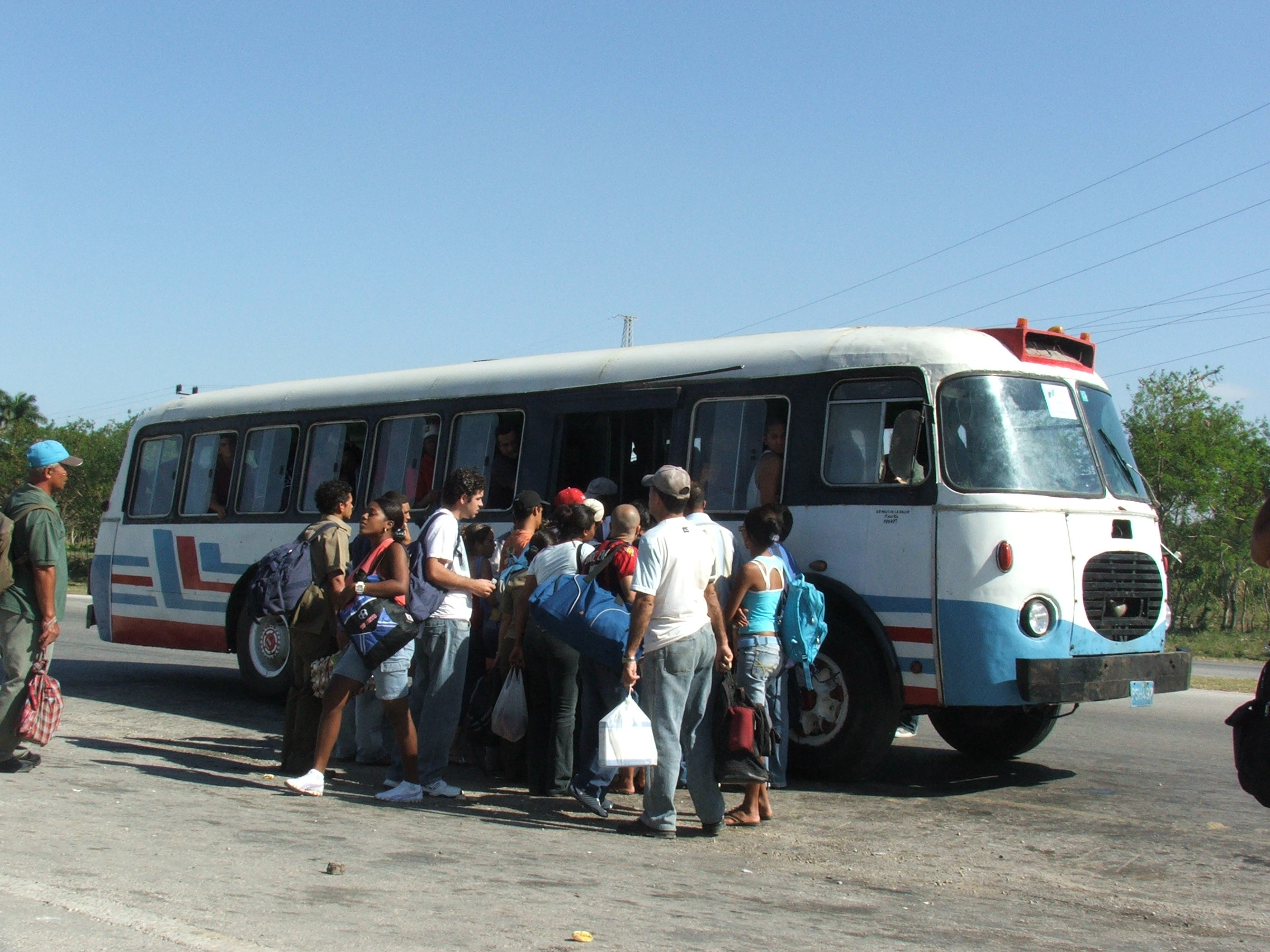
Kubánský autobus značky Škoda 706 RTO, vyráběný v letech 1958-72

Organizovaní turisté jsou přepravováni převážně klimatizovanými autobusy Yutong, pro Kubánce nedostupným. Orientace v hromadných dopravních prostředcích je na dodávky z Číny, tak jako celé hospodářství. Individuální turisté si mohou pronajmout osobní automobily, většinou Škoda Fabia, Toyota Yaris, Peugeot 206 případně další značky. Ceny pronájmu automobilů jsou vyšší než je ve světě zvykem.[zdroj?] Jako taxi lze zajistit běžné automobily i koňské drožky a malé motorové tříkolky, tzv. Kokotaxi.
Cena benzínu a nafty je obvykle o něco dražší než cena světová (v květnu 2015 je to 1,5 USD (37 Kč)/litr olovnatého benzínu 94 oktanu). Bezolovnatý benzín je na ostrově nedostupný.[zdroj?]

#### Ubytování
Ubytovávání je omezeno přísnou kontrolou obyvatel (přísné tresty za soukromé ubytování cizince, pokud dotyčný nemá příslušnou licenci, s cenou 15-30 CUC za pokoj). Ubytování cizího hosta tak může být pro hostitele relativně riskantním. Na venkově jsou především ovoce a zelenina velmi levné, v případě masa a rybích výrobků již je dostupnost problematičtější.
Zákaz ubytování Kubánců v hotelích pro cizince již několik let neplatí (Varadero atp.). Je to povoleno kubánskou ústavou. Omezení bylo novou vládou Raúla Castra zrušeno, ubytování je však de facto znemožněno výškou cen, a proto Kubánci převážně využívají odborářských rekreačních objektů na stejných státních plážích. Kubánský turista s vyššími příjmy má možnost se ubytovat v jakémkoliv hotelu. Po zemi existuje řada ubytoven různého původu (pionýrské, školní, odborářské atp.), z nichž některé byly přeměněny na standardní ubytování pro turisty, další slouží nadále Kubáncům. To samozřejmě podporuje rozšiřování vnitřní turistiky.
Lidé jsou veselí a přívětiví. Problém při vytváření běžných mezilidských vztahů při návštěvě ostrova samozřejmě komplikuje značný vliv propagandy na řadu Kubánců, kteří jsou se společenským řádem spokojeni. Problémem je dramatický rozdíl v příjmech mezi Kubánci (5-15 € za měsíc) a cizinci. To je však kompenzováno tím, že Kubánci nemusí platit nájem za byt, mnoho věcí domácí potřeby dostávají zdarma od státu, energie jsou neskonale levné.[zdroj?] Nikomu nehrozí hlad a bída.[zdroj?] Nikdo nemusí žebrat a nikde nevidíte bezdomovce.[zdroj?]
Lidé bydlí zdarma ve státních domech (zabavených původním majitelům) a především v domech vybudovaných za socialismu. Základní potraviny pro obyvatelstvo jsou na příděl ve formě lístků a v omezeném množství. Tyto dostávají od státu za nízké částky. Ostatní lze nakoupit na tržištích a v obchodech. Na Kubě převládají zděné nebo panelové domy a domky. Na vesnicích je značná část domů dřevěných, jelikož průměrné teploty jsou okolo 20 stupňů Celsia. Znalost angličtiny v turisticky atraktivních oblastech je přijatelná, mimo ně je třeba mluvit španělsky. Mladí Kubánci nad 15 let běžně ovládají angličtinu a učí se také německy a francouzsky.

### Bezpečnost
Bezpečnost na celém ostrově, nejen v turistických destinacích, je nejlepší z celého Amerického kontinentu. Existují drobné krádeže za bílého dne. Nápravná zařízení převážně jsou prázdná, jen v některých jsou umístěni disidenti a další protistátní živly. Naopak věznice na základně Guantánamo jsou plné nepřátel USA a dalších teroristů.

## Doprava

### Letecká doprava

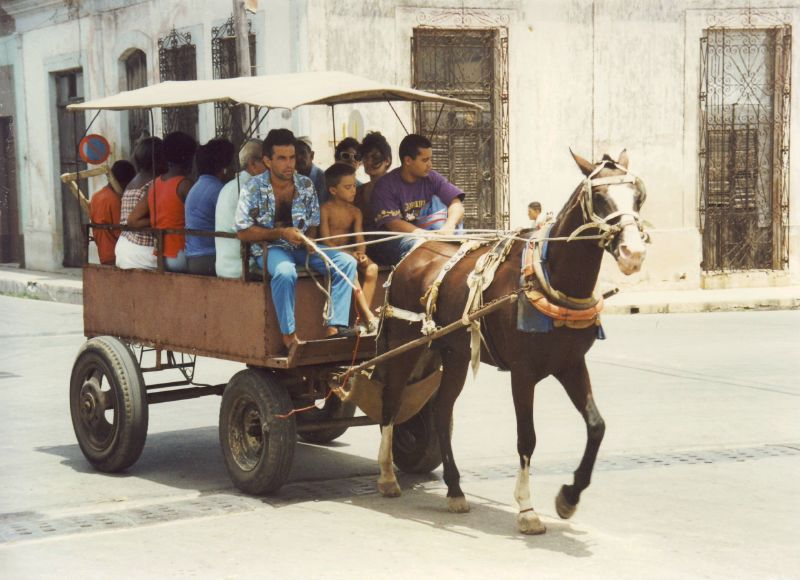
Doprava na Kubě v roce 1994 kdy země čelila nedostatku pohonných hmot

Do země létá přes 100 leteckých společností, zejména charterového charakteru. V roce 1944 byla v Havaně založena mezinárodní letecká asociace IATA. Hlavní pravidelná spojení: Air France, Iberia, Cubana, Martin Air, Mexicana, Condor, Air Europe. Hlavní mezinárodní letiště: Havana, Varadero, Holguín a Santiago de Cuba.

### Silniční
Jako autobusy v Havaně sloužily donedávna především tzv. "velbloudi" (camellos), tedy hrbaté plechové návěsy k nákladním automobilům TIR přizpůsobené k přepravě osob. Camellos v době ekonomické krize zachraňovaly veřejnou dopravu v zemi a v současné době byly v Havaně nahrazeny levnými čínskými autobusy. V provinciích jsou však stále k vidění. Svůj lidový název obdrželi podle svého nepravidelného vzhledu.

### Železnice
Kuba je poslední zemí ve střední Americe a Karibiku s existujícím pravidelným železničním spojením (další linka existuje i v Mexiku u Barranca del Cobre, je však určena primárně turistům). Dráha ani vlaky nejsou v dobrém stavu a trpí značnou poruchovostí a velkými zpožděními.

## Zdravotnictví

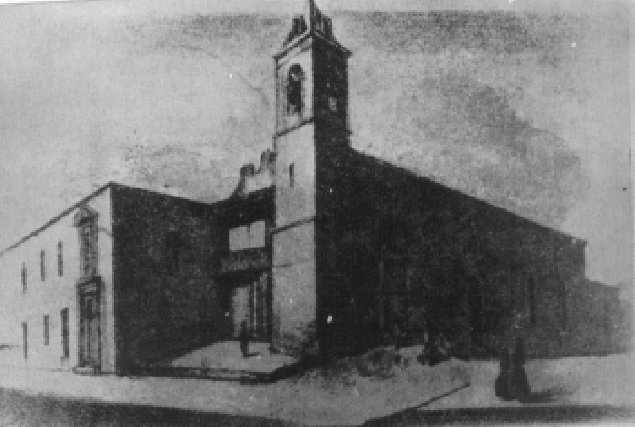
Nemocnice Sv. Filipa v Havaně 1900 byla významným zdravotně vzdělávacím centrem vybudovaným mnichy z řádu San Juan de Dios v polovině 19. století

Vzdělání a základní zdravotní péče je pro místní občany v podstatě zdarma, byť nedostupný materiál či léky musí pacienti shánět sami a úplatky patří v nemocnicích k běžné praxi. Nejsou však v takové výši, jako v jiných státech, nejen Latinské Ameriky. Základní zdravotní péče je celoplošně zabezpečena, úroveň však neodpovídá standardům známým v Latinské Americe. Zdravotnické služby jsou charakterizovány "úplatky, používáním primitivních nástrojů, pochybnými praktikami, špatnou výživou, nedostatkem léků a špínou". Nedostatek lékařů je zčásti zapříčiněn velmi velkou externí praxí kubánských lékařů po celé Latinské Americe, kde vyučují na tamních univerzitách a v nemocnicích.

Značné investice do vzdělání a množství lékařů z 80. let nebyly vyrovnávány obdobnými investicemi do nemocnic a jejich vybavení a podpora lékařů známá z dob RVHP již zkrachovala s ukončením podpory Kuby zeměmi východního bloku. Obyvatelé si tak musí dokupovat i řadu lékařského materiálu na vlastní náklady, přičemž vybavení nemocnic pro místní obyvatele je známo svou zanedbaností. atp. Hygienické potřeby (zubní pasty, mýdla, vložky, tampóny) nejsou pro běžné Kubánce zcela dostupné. Situace je prý horší verzí někdejších československých tzv. front na toaletní papír. Země má jednu z nejnižších dětských úmrtností na světě. To je však dáno velmi aktivní potratovou politikou, kdy jakkoli potenciálně problematický plod podléhá interrupci.

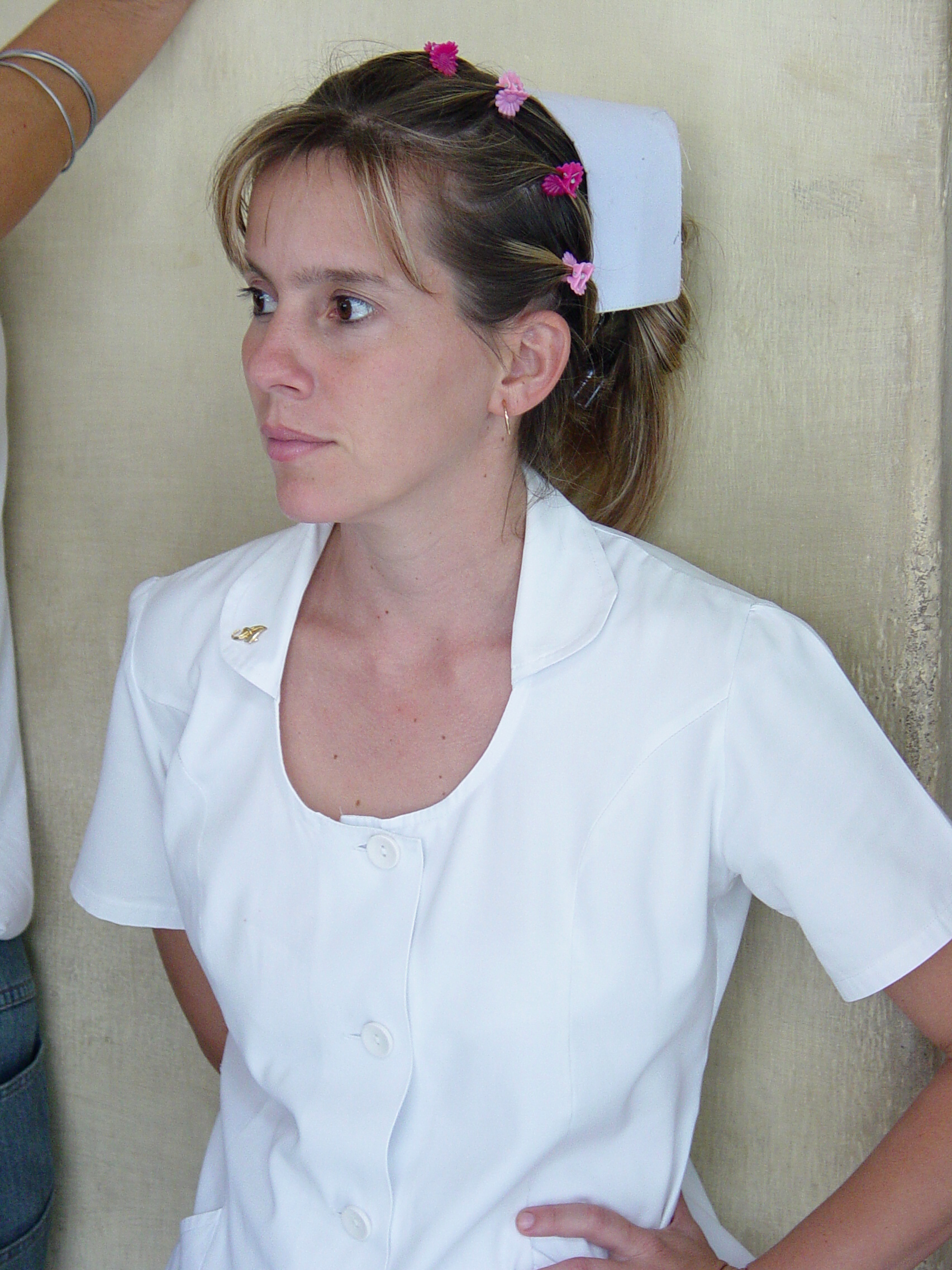
Kubánská zdravotní sestra

Zdravotnickému systému prý často nedůvěřují i vlastní politické špičky, které se nechávají operovat v zahraničí, i samotný Fidel Castro byl léčen španělskými lékaři. Naopak těm, kteří upadli v nemilost státu, se nedostává ani elementární lékařské péče.[zdroj?] I proto patří základní léky mezi materiál, který některé nadace systematicky distribuují disidentům na Kubě.

### Vývoz a útěky lékařů
Obecně je lékařů na Kubě nedostatek, nicméně režim je využívá k politickým i finančním cílům a „vyváží“ je do vybraných zemí (Guatemala, Bolívie či Venezuela), kde pomáhají léčit. Celkem je v zahraničí více než 37 000 kubánských lékařů, pro které je práce v cizině vítanou možností výdělku. Jedná se přitom o více než polovinu lékařů, kteří vystudovali na univerzitách v Havaně a v Santiago de Cuba.
Tito lékaři však chybí v kubánských nemocnicích, přičemž existují ústavy, ze kterých odešla téměř polovina lékařů do zahraničí. Vývoz také vyvolává konflikty s lékařskými organizacemi v těchto zemích, kde se odmítají řídit místně platnými normami.
Skutečností jsou i útěky těchto vyslaných lékařů prostřednictvím třetích zemí do zahraničí, především s podporou USA, kam v letech 2006–2010 odešlo již více než 1574 kubánských lékařů. Jejich rodiny jsou na Kubě za emigraci trestány, včetně propouštění rodinných příslušníků ze zaměstnání, aby rodiny donutili zaplatit náklady na vzdělání svých příslušníků v emigraci. Standardně jsou prý zabavovány nemovitosti emigrantů atp. Dle deníků USA jsou lékaři snažící o nezávislé aktivity vězněni.

### Rozdílné služby pro cizince a politiky
V zemi existují výběrové nemocnice pro politiky a cizince (např. klinika Cira García), do kterých má běžné obyvatelstvo zakázán přístup a která slouží i tzv. zdravotním turistům ze zahraničí. Kuba se tuto zdravotní turistiku pro cizí občany snaží vehementně podporovat a to i pro občany USA, kteří v domovině nemají možnost léčby. V zemi, kde navíc panuje široký nedostatek i základních léků, stále existují valutové lékárny, kde se za ceny pro naprostou většinu obyvatelstva nepřístupné prodávají léky, které na běžném trhu není možno získat. Kritici tohoto dělení na „bohaté“ a „chudé“ pacienty jsou zatýkáni a vězněni.[zdroj?] Na Kubě jsou uvězňováni či souzeni i lékaři, mapující znečištění životního prostředí a jeho dopad na zdraví atp. Přesto je Kuba vyhlášena celosvětově organizací OSN za nejčistší zemi světa.[zdroj?]

### Zdravotní pojištění
Od 1. května 2010 jsou zahraniční návštěvníci povinni uzavřít před vstupem do země zdravotní pojištění na celou dobu pobytu, aby mohla být zajištěna rychlá a odborná péče. Kubánské lékárny na malých městech mnohdy připomínají kiosky s novinami a cigaretami.

### Cholera
V roce 2012 se na Kubě poprvé po několika desetiletích objevila cholera. První případy se vyskytly ve východokubánské provincii Granma, což režim v červenci téhož roku přiznal. Již 28. srpna však nákazu označil za vymýcenou, ačkoli zprávy nezávislých novinářů, mj. Calixta Martíneze, prokazovaly opak. Počátkem roku 2013, kdy se objevilo více případů také v Havaně, vláda přiznala, že nemoc se vrátila zpět. Úřady potvrdily 51 případů, spekuluje se až o stovkách nakažených a nejméně jednom mrtvém.

## Vzdělání

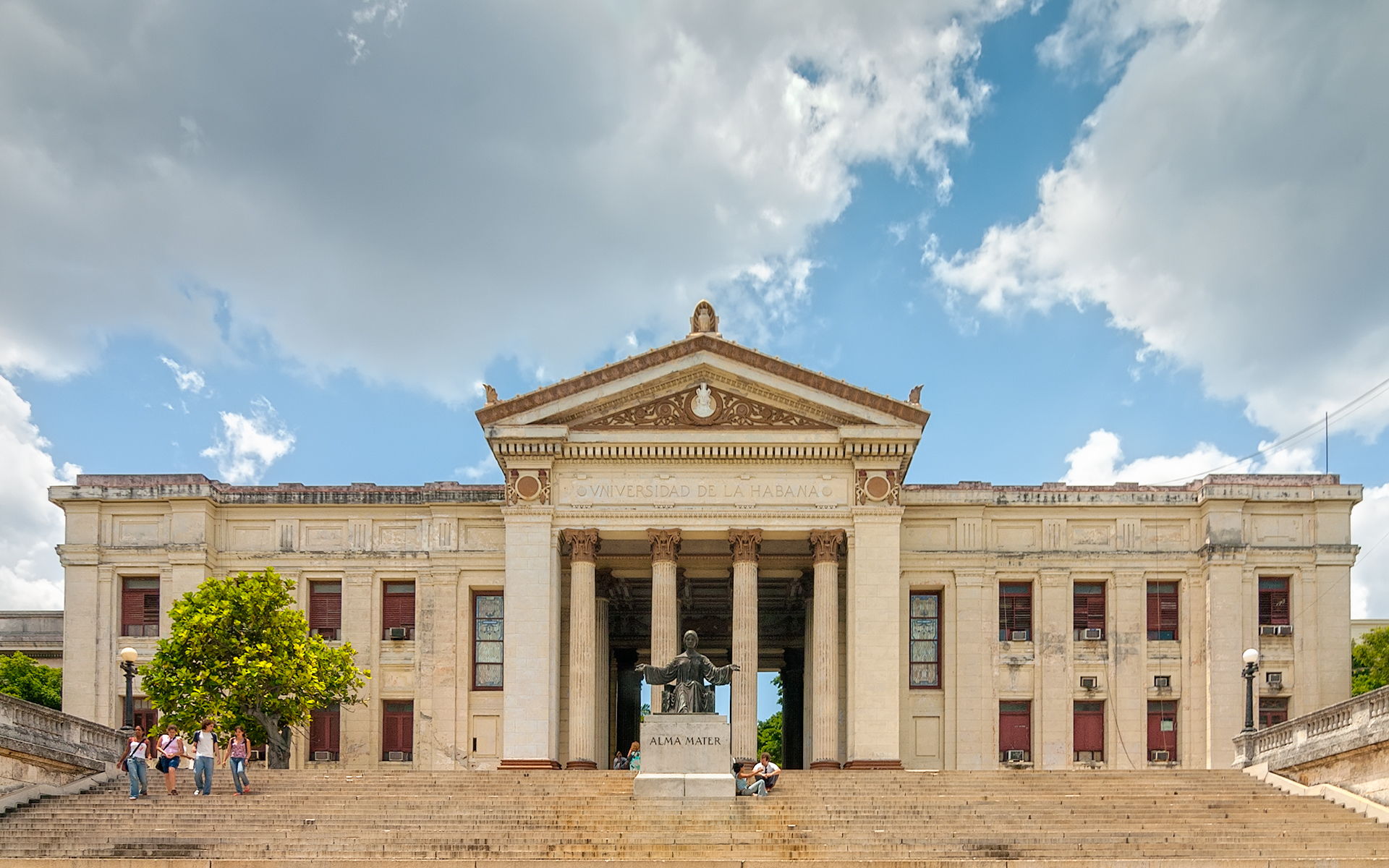
Havanská univerzita byla založena v roce 1728

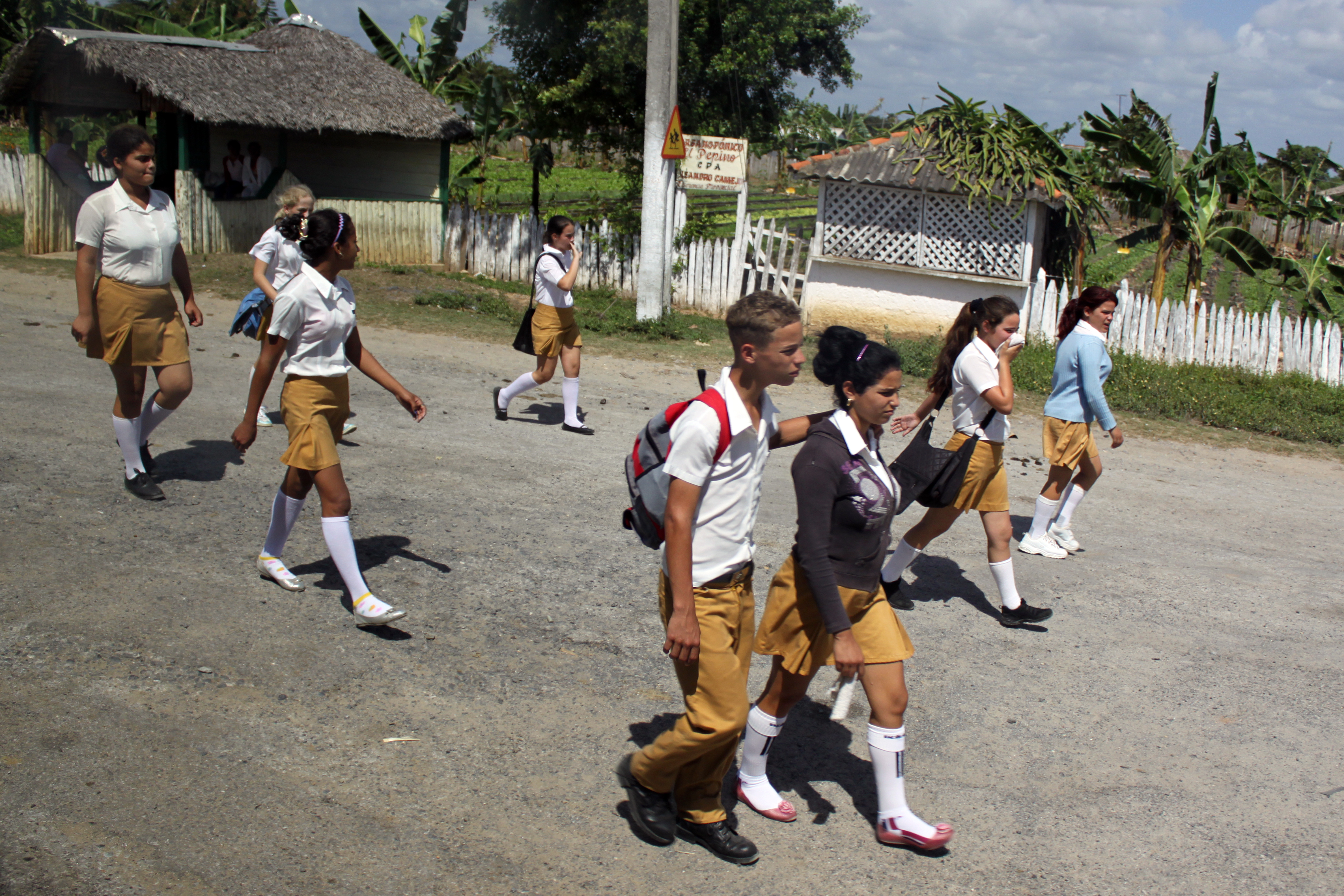
Kubánští školáci

Obyvatelstvo je ve své většině zcela gramotné, tj. umí číst, psát a počítat (Alfabetizace však byla úspěšná již před nástupem masové školící kampaně Fidela Castra a za Batisty dosahovala téměř 80 %.) Země má poměrně vysokou míru vzdělanosti a vzdělávací systém patří k velmi dobře hodnoceným. Podle Světové banky má Kuba jako jediná země z Latinské Ameriky a Karibiku vzdělávací systém vysoké kvality. Na vysokou školu se v roce 2014 zapsalo 41 % studentů. V Havaně potkáte zahraniční studenty (např. Bolívie).
Školy trpí horší vybaveností a výuka je zcela ovládána propagandou vládnoucí strany.[zdroj?] Studentům je znemožněn přístup k odborné literatuře i beletrii i k jiným světovým názorům, jsou nuceni do členství v ideologicky organizovaných mládežnických organizací a jejich další uplatnění je politicky podmiňováno.[zdroj?] Ve školách je povinná výuka marx-leninismu.[zdroj?]

## Komunikace
Internet na Kubě je cenzurován, vybrané nezávislé webové stránky především s kubánskými tématy na ostrově nelze otevřít. E-maily jsou často kontrolovány [zdroj?].
Z důvodu embarga ze strany USA neměla žádné vysokorychlostní připojení na světové páteřní sítě. Od roku 2011 se však situace významně změnila. Ve spolupráci s Venezuelou postavili mezi těmito zeměmi podmořské optické spojení.
Internet je poskytován jedinou telekomunikační státní společností ETECSA. Momentálně (2017) je však prakticky dostupný jen přes poměrně kvalitní síť Wi-Fi hotspotů na náměstích a v parcích. Domácí internet stále není dostupný vzhledem k jeho přemrštěné ceně. Řada lidí situaci řeší přes síť routerů "prodlužující" dostupnost veřejného hotspotu až do domu. Cena hodiny připojení na veřejný hotspot stojí oficiálně 1,5 CUC a je možné si během jediného dne pořídit pouze 3 karty na uživatele. Další možností jsou karty 5hodinové, které však cenově vycházejí na jednu hodinu stejně jako hodinové karty. Další možností, nejspíše nelegální, je pořízení si karty od překupníků na náměstích s příplatkem 0,5 až 1 CUC.
Rychlost připojení přes Wi-Fi hotspot je poměrně nízká (řádově několik Mb/s).
Mezi disidenty na Kubě je známá skupina blogerů (např. Yoani Sánchez), kteří pomocí internetu obcházejí informační monopol státu. Jejich blogy jsou však obvykle blokovány státem a nejdou na Kubě otevřít. Vystavování článků na internet probíhá často přes zahraničí.
Mobilní chytré telefony jsou dnes již rozšířené i mezi běžnými obyvateli Kuby.

## Zajímavosti
- Československý film "Rukojmí v Bella Vista" z roku 1979 byl natočen na Kubě, v hotelu Los Jazmines nad oblastí Viñales v provincii Pinar del Río.
- Ernest Hemingway strávil na ostrově téměř 20 let a z ostrova pochází i téma jeho nobelovského románu Stařec a moře. Žil ve vile Finca Vigía nedaleko Havany.
- Kubánci nesmí soukromě prodávat státem kontrolované produkty. Rybáři nesmí soukromě prodávat vlastnoručně ulovené ryby a mořské plody. Podobný zákaz platí také pro hovězí z vlastní krávy, ale nikoliv pro vepřové či drůbež.
- Na Kubě se nadále montují české motocykly Jawa.
- V Havaně během druhé svět. války (roku 1941) zemřel český podnikatel Jindřich Waldes, prchající z protektorátu před nacismem.
- Od roku 1959 považuje Kuba americkou přítomnost na vojenské základně Guantánamo za ilegální okupaci kubánského území.[80] V roce 2002 Spojené státy zbudovaly na základně věznici Guantánamo pro osoby, které byly označeny za „militantní bojovníky“ zadržené v Afghánistánu a Iráku.
- Od roku 1969 byly v zemi zakázány Vánoce, obnoveny byly až v roce 1998 po návštěvě papeže Jana Pavla II.
- Kubánský mramor byl dovážen do ČSSR: v českých budovách ze 70.–80. let (nádražích, centrálách KSČ atp.) najdete často obložení z růžového či žlutavého kubánského mramoru.
- V květnu 2006 byl kubánský prezident označen americkým časopisem Forbes jako 7. nejbohatší hlava státu na zeměkouli, zhruba na úrovni britské královny.[81][82] Fidel Castro toto veřejně v přímém televizním přenosu odmítl a mimo jiné deklaroval, že nevlastní ani jeden dolar. Pokud mu někdo toto vlastnictví dokáže, tak se zavázal k tomu, že se okamžitě vzdá všech svých státnických funkcí.[83]
- Na jednom náměstí v Havaně je pamětní pomník vyhlazení českých Lidic, který Kubánci instalovali k prvnímu výročí tohoto barbarského aktu, podobně jako v řadě jiných zemí světa.
- Hlavní město Havana bývá označována jako „Paříž Karibiku“.
- Státní zaměstnanci na Kubě (cca 7 miliónů lidí) neplatí daně ze mzdy.